# ATP Finals 2019
Le ATP Finals 2019 (ufficialmente chiamate Nitto ATP Finals 2019 per motivi di sponsorizzazione) sono state un torneo di tennis disputato a Londra, nel Regno Unito, dal 10 al 17 novembre 2019 sul campo di cemento indoor dell'O2 Arena. È stato l'evento conclusivo dell'ATP Tour 2019, a cui hanno partecipato i primi otto giocatori della classifica ATP di singolare e le prime otto coppie della classifica di doppio. È stata la 50ª edizione per quanto riguarda il torneo di singolare e la 45ª per quanto riguarda quello di doppio.

## Qualificazioni

### Regolamento
Gli otto giocatori che hanno accumulato il maggior numero di punti validi nei tornei del Grande Slam, dell'ATP Tour 2019 e nella Coppa Davis 2019 ottengono la qualificazione per il torneo. I punti validi comprendono tutti quelli ottenuti nel 2019, più quelli derivati dalla finale di Coppa Davis 2018 e da tutti i tornei Challenger disputati dopo le ATP Finals 2018.
Per qualificarsi un giocatore che ha terminato la stagione 2018 fra i primi 30 deve partecipare ai quattro tornei Slam e a otto tornei ATP World Tour Masters 1000 nel corso del 2019. Inoltre vengono conteggiati per la classifica i suoi quattro migliori risultati nei tornei ATP World Tour 500 series e i migliori due nei tornei ATP World Tour 250 series. Ai giocatori che non parteciperanno a uno di questi eventi vengono conteggiati 0 punti per il torneo. Il Monte Carlo Masters è diventato facoltativo dal 2009, e se un giocatore decide di parteciparvi il risultato sarà conteggiato come uno dei quattro tornei 500. La Coppa Davis viene anch'essa conteggiata come un torneo 500, se il giocatore non avrà disputato un numero sufficiente di tornei di questa fascia, e se non avrà ottenuto risultati migliori nei 250 o nei Challenger. Se il giocatore (per esempio per infortunio) non può partecipare ai tornei prestabiliti nei 18 tornei validi per la classifica vengono conteggiati i risultati migliori nei tornei 250 o Challenger.
Un giocatore che è impossibilitato a partecipare ai tornei a causa di un infortunio non riceve alcuna penalità. Le ATP Finals 2019 conteranno come un 19º torneo aggiuntivo nella classifica degli otto qualificati.

### Singolare
| Gruppo Andre Agassi |
| Gruppo Bjorn Borg   |

| # | Giocatore          | Punti | Tornei | Data di qualificazione |
| - | ------------------ | ----- | ------ | ---------------------- |
| 1 | Rafael Nadal       | 9.585 | 12     | 10 luglio              |
| 2 | Novak Djokovic     | 8.945 | 14     | 14 luglio              |
| 3 | Roger Federer      | 6.190 | 13     | 27 agosto              |
| 4 | Daniil Medvedev    | 5.705 | 22     | 3 settembre            |
| 5 | Dominic Thiem      | 5.025 | 20     | 5 ottobre              |
| 6 | Stefanos Tsitsipas | 4.000 | 26     | 11 ottobre             |
| 7 | Alexander Zverev   | 2.945 | 23     | 30 ottobre             |
| 8 | Matteo Berrettini  | 2.670 | 24     | 1 novembre             |

Il 10 luglio Rafael Nadal diventa il primo qualificato, qualificandosi per la quindicesima volta.

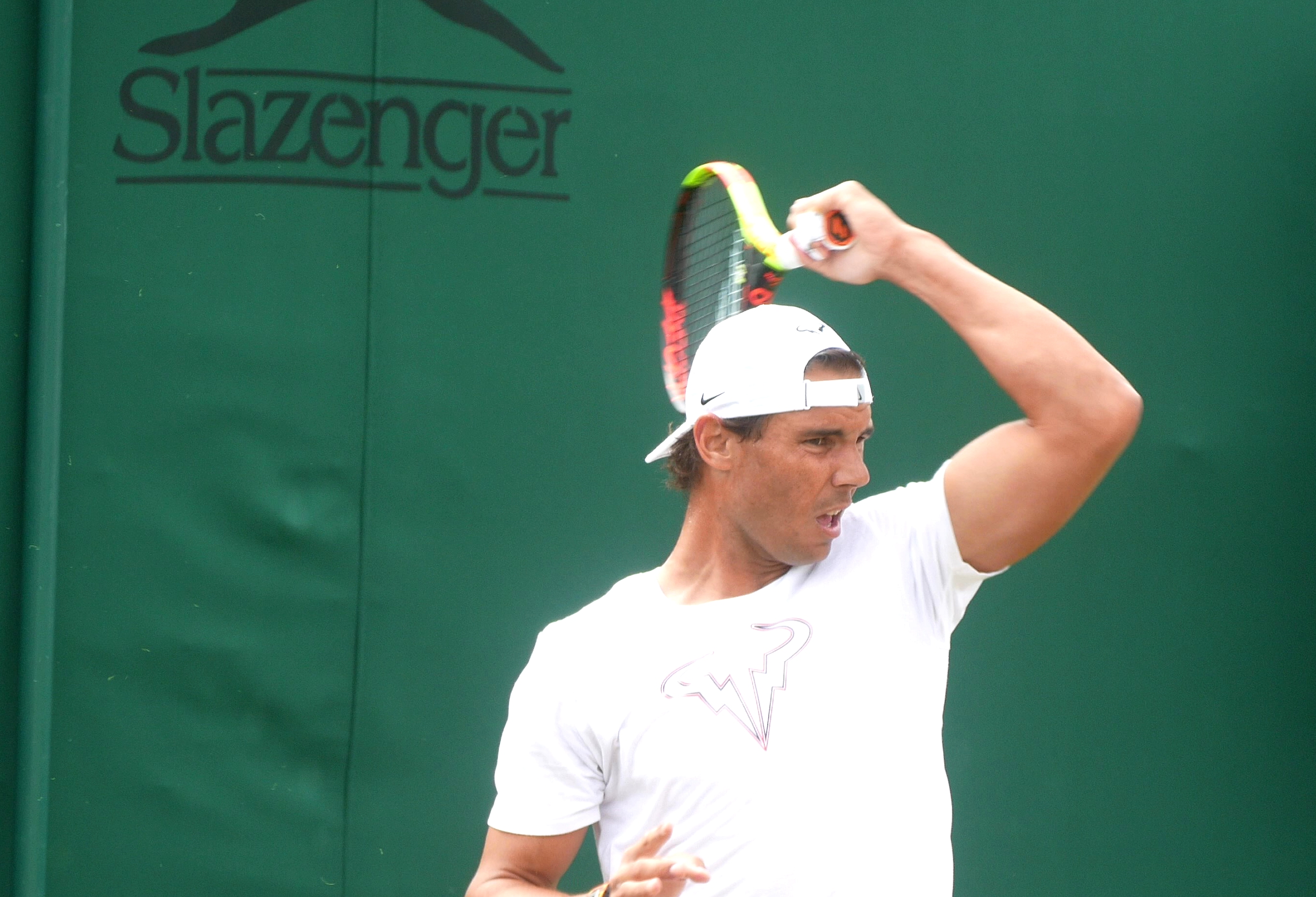
Nadal vince il suo 12º Roland Garros e il suo 4º US Open qualificandosi per la quindicesima volta.

Dopo avere dato forfait a Brisbane si presenta all'Australian Open e, senza perdere un set, raggiunge la finale, battendo James Duckworth, Matthew Ebden, Alex de Minaur, Tomáš Berdych, Frances Tiafoe e Stefanos Tsitsipas. All'ultimo atto viene sconfitto dal nº1 del mondo Novak Djokovic (3-6, 2-6, 3-6). Torna in campo ad Acapulco, dove viene sorpreso da Nick Kyrgios, futuro vincitore del torneo, al secondo turno. Al Masters 1000 di Indian Wells giunge in semifinale senza perdere set, ma si ritira prima di scendere in campo, a causa di un fastidio al tendine rotuleo del ginocchio destro. Si ferma alle semifinali di Montecarlo, Barcellona e Madrid, tornando alla vittoria sulla terra rossa agli Internazionali d'Italia con un 6-0, 4-6, 6-1 inflitto a Djokovic in finale: la vittoria gli vale il primo titolo stagionale e il trentaquattresimo Master 1000. Agli Open di Francia supera Yannick Hanfmann, Yannick Maden, David Goffin, Juan Ignacio Londero, Kei Nishikori e Roger Federer. Arriva così in finale, perdendo un solo set contro Goffin al terzo turno, l'ultimo atto lo vede contrapposto a Thiem, già sconfitto l'anno precedente: l'austriaco toglie un set a Nadal, che vince anche questa finale (6-3, 5-7, 6-1, 6-1), conquistando il suo diciottesimo torneo del Grande Slam e diventando il primo tennista di entrambi i sessi della storia a vincere per dodici volte lo stesso Major. A Wimbledon, raggiunge la semifinale battendo Yūichi Sugita, Nick Kyrgios, Jo-Wilfried Tsonga, João Sousa e Sam Querrey. Federer ne arresta la corsa superandolo con il punteggio di 6(3)–7, 6-1, 3-6, 4-6. Torna alla vittoria nel Masters 1000 di Montréal superando in finale Daniil Medvedev, decide quindi di cancellarsi dal torneo di Cincinnati. A Flushing Meadows, ha la meglio su John Millman, Chung Hyeon, Marin Čilić vincitore qui nel 2014, Diego Schwartzman e Matteo Berrettini. Giunge così alla sua quinta finale a New York, dove supera ancora Medvedev con il punteggio di 7-5, 6-3, 5-7, 4-6, 6-4. Partecipa quindi alla Laver Cup, ma dopo avere superato Denis Shapovalov, si ritira a causa di un infortunio, che gli fa saltare tutta la tournée asiatica. Torna in campo a Parigi e raggiunge le semifinali superando Adrian Mannarino, Stan Wawrinka e Jo-Wilfried Tsonga senza perdere set. Prima della semifinale, che lo avrebbe visto opposto a Denis Shapovalov è costretto al ritiro per uno stiramento agli addominali, nonostante il ritiro il 4 novembre torna numero uno del ranking.
Il 14 luglio è Novak Djokovic a qualificarsi.

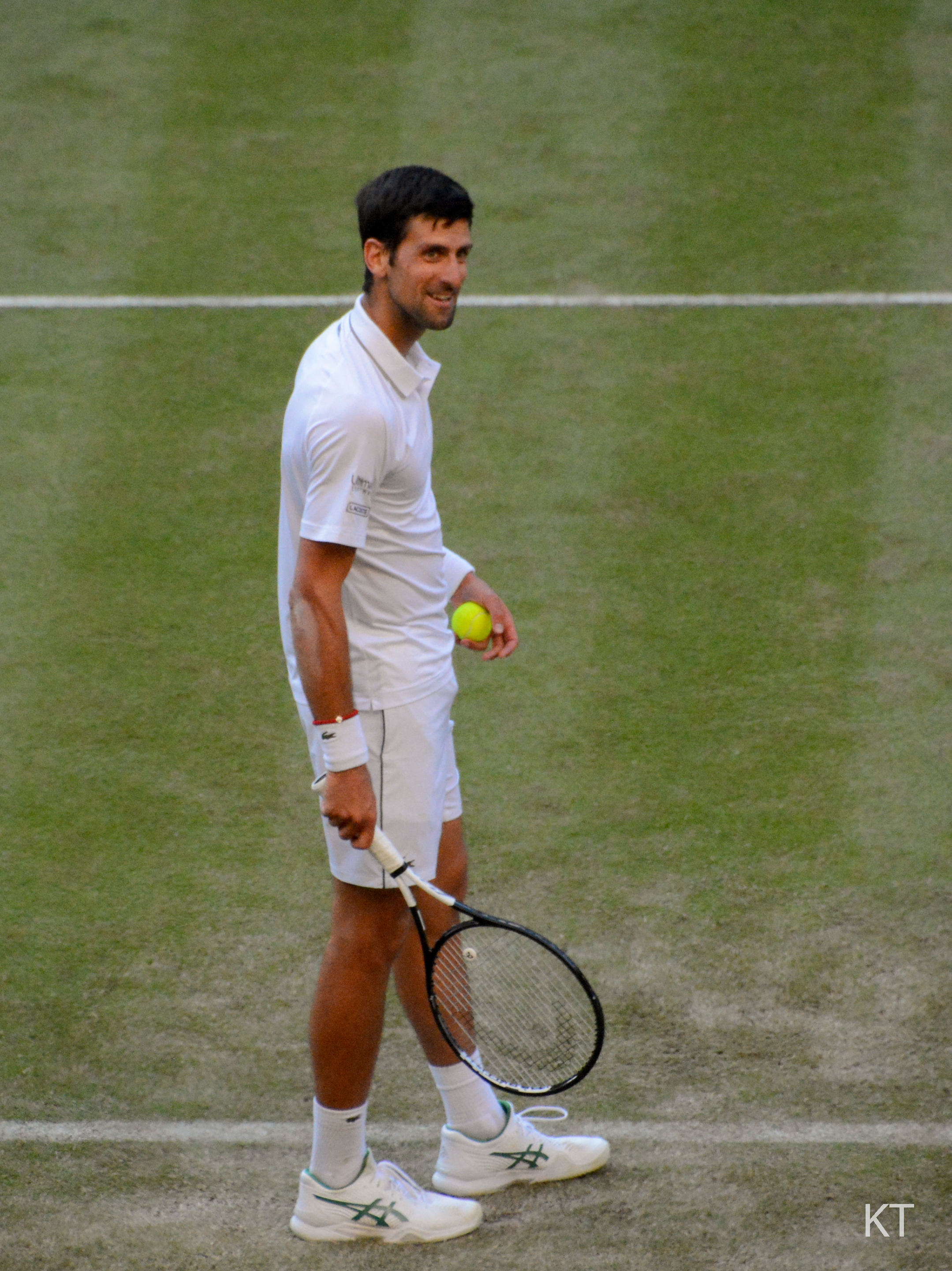
Djokovic vince il suo settimo Australian Open e conferma il suo titolo a Wimbledon.

Comincia la stagione 2019 a Doha, cogliendo vittorie su Damir Džumhur, ritiratosi sul 6-1 2-1 a favore del serbo, Márton Fucsovics e Nikoloz Basilašvili, ma perdendo nella semifinale contro Roberto Bautista Agut per 6-3 6(6)–7 4-6. Agli Australian Open si presenta come prima testa di serie. Arriva facilmente al terzo turno, dove incontra il canadese Denis Shapovalov che sconfigge perdendo un set. Agli ottavi di finale affronta il russo Daniil Medvedev che sconfigge per 6-4, 6(5)–7, 6-2, 6-3. Ai quarti di finale incontra Kei Nishikori che sconfigge con il punteggio di 6-1, 4-1, con il ritiro del giapponese. In semifinale batte il francese Lucas Pouille cui concede soltanto 4 giochi (6-0, 6-2, 6-2). In finale incontra per la 53ª volta Rafael Nadal, sconfiggendolo con lo score di 6-3, 6-2, 6-3, dopo una partita impeccabile, conquistando il suo quindicesimo torneo del Grande Slam e diventando il primo tennista uomo della storia a vincere per sette volte gli Australian Open, superando Roger Federer e Roy Emerson, fermi a 6 titoli. Nel Masters 1000 di Indian Wells, esce al terzo turno per mano di Philipp Kohlschreiber, dopo avere sconfitto all'esordio il qualificato statunitense Bjorn Fratangelo. A Miami, invece, esce nel terzo turno, venendo sconfitto in rimonta da Roberto Bautista Agut. Nel primo torneo sulla terra rossa, a Montecarlo, si rifà su Philipp Kohlschreiber ed estromette agevolmente Taylor Fritz, prima di cedere nei quarti di finale a Daniil Medvedev. Nonostante i risultati deludenti, riesce ad aggiudicarsi Madrid per la terza volta in carriera, raggiungendo quota trentatre titoli nei Masters 1000 ed eguagliando Nadal. Nel corso del torneo elimina, senza cedere nemmeno un set: Taylor Fritz (6-4 6-2), Jérémy Chardy (6-1 7–6(2)), Marin Čilić (ritiro), Dominic Thiem (7–6(2) 7–6(4)) e, in finale, Stefanos Tsitsipas (6-3 6-4). Si presenta a Roma, dove viene sconfitto in finale da Nadal con il punteggio di 6-0 4-6 6-1. Precedentemente, aveva estromesso: Denis Shapovalov per 6-1 6-3, Philipp Kohlschreiber per 6-0 6-3, Juan Martín del Potro per 4-6 7-6(6) 6-4 e Diego Schwartzman per 6-3 6(2)-7 6-3.
Partecipa al Roland Garros puntando a conquistare l'ultimo titolo necessario a completare il suo secondo Grande Slam virtuale in carriera. Sconfigge Hubert Hurkacz al primo turno per 6-4, 6-2, 6-2, Henri Laaksonen al secondo per 6-1, 6-4, 6-3 e Salvatore Caruso al terzo per 6-3, 6-3, 6-2. Negli ottavi di finale dispone di Jan-Lennard Struff con il punteggio di 6-3, 6-2, 6-2. Nei quarti si impone sul n°5 del mondo Alexander Zverev per 7-5, 6-2, 6-2. In semifinale, dopo 26 incontri vinti consecutivamente a livello di Grande Slam, si arrende a Dominic Thiem, n°4 del mondo e finalista dell'edizione precedente del torneo, per 2-6, 6-3, 5-7, 7-5, 5-7 dopo oltre quattro ore di gioco in un incontro disputato in due giorni e sospeso più volte per via delle condizioni climatiche. A Wimbledon è la prima testa di serie e al primo turno batte Philipp Kohlschreiber per 6-3, 7-5, 6-3. Al secondo sconfigge Denis Kudla con il punteggio di 6-3, 6-2, 6-2. Nei sedicesimi cede il primo set del torneo a Hubert Hurkacz che supera in quattro partite con lo score di 7-5, 6(5)–7, 6-1, 6-4. Negli ottavi di finale si impone su Ugo Humbert per 6-3, 6-2, 6-3, mentre nei quarti concede soltanto sei giochi a David Goffin, (6-4, 6-0, 6-2). In semifinale supera Roberto Bautista Agut con il punteggio di 6-2, 4-6, 6-3, 6-2, in un incontro in cui Đoković si aggiudica uno scambio di 45 tiri (record nella storia di Wimbledon). In finale trionfa su Roger Federer, n°3 del mondo, in cinque set, dopo avere salvato due match-point, con il punteggio di 7–6(5), 1–6, 7–6(4), 4–6, 13-123, nella finale più lunga della storia del torneo (la seconda in assoluto in un torneo del Grande Slam) durata 4 ore e 57 minuti e considerata una delle migliori della storia. Con cinque vittorie ai Championships Đoković raggiunge Björn Borg e Laurence Doherty. La stagione sul cemento americano comincia a Cincinnati dove non riesce a difendere il titolo dell'anno precedente, venendo sconfitto in semifinale dal futuro campione del torneo Daniil Medvedev mentre agli US Open è costretto a ritirarsi al quarto turno a causa di un infortunio alla spalla sinistra, perdendo il match contro Stan Wawrinka. La stagione asiatica lo vede trionfante per la prima volta al torneo ATP 500 di Tokyo, torneo nella quale non perde neanche un set. A Shanghai, non riesce a difendere il titolo dell'anno precedente, uscendo nei quarti di finale per mano di Stefanos Tsitsipas, dopo avere battuto Shapovalov e Isner nei turni precedenti. Torna in campo a Parigi, dove conquista il suo quinto titolo stagionale senza perdere nemmeno un set, superando in sequenza Moutet, Edmund, Tsitsipas, Dimitrov e Shapovalov. Nonostante la vittoria del titolo, perde la prima posizione del ranking in favore di Rafael Nadal.
Il 27 agosto Roger Federer si qualifica per la diciassettesima.

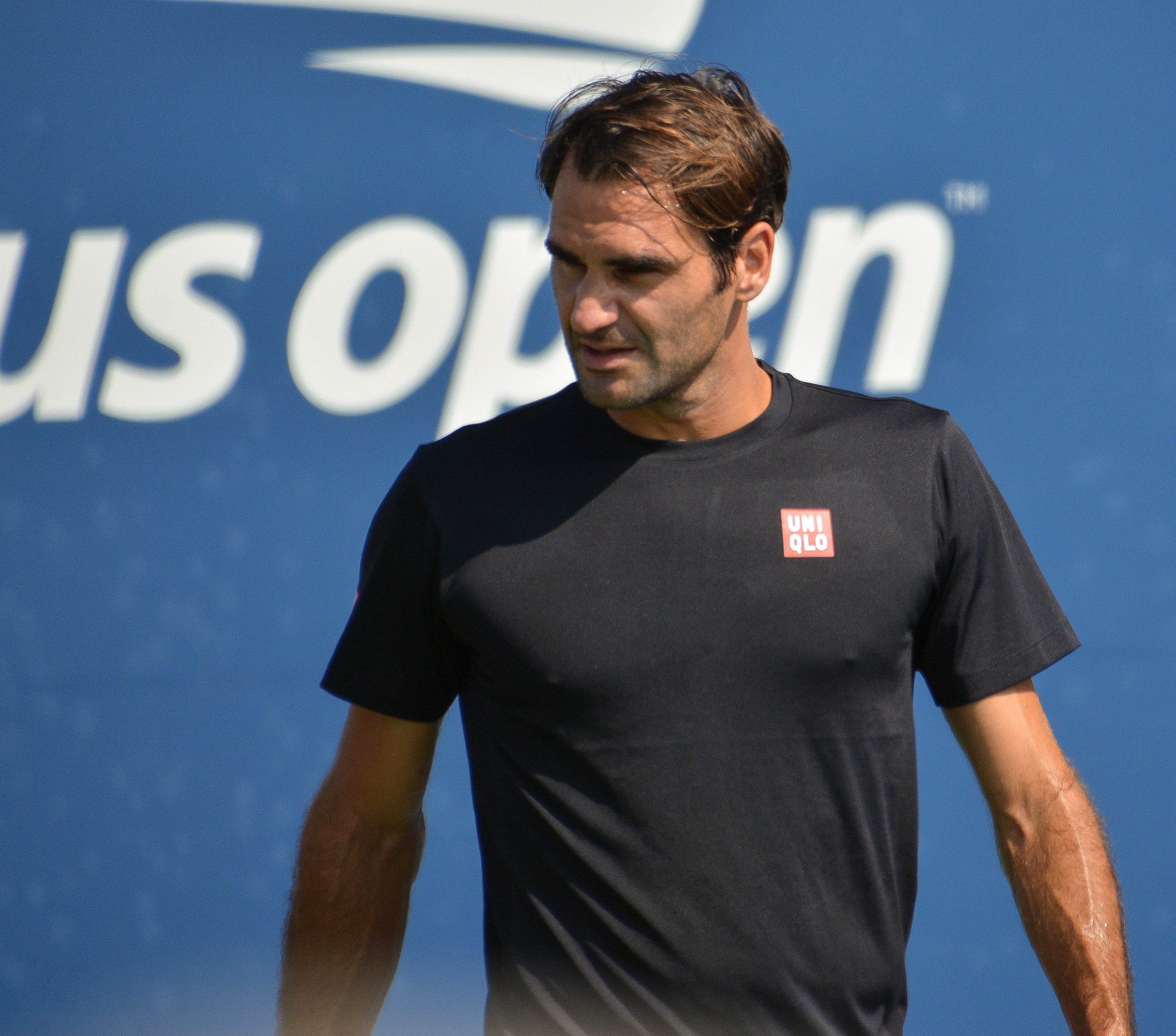
Federer arriva a centotré titoli in carriera e si qualifica per il diciassettesima volta.

Apre la stagione vincendo la Hopman Cup, rappresentando la Svizzera in coppia con la connazionale Belinda Bencic. Giunge al primo Slam dell'anno in buona condizione fisica, venendo considerato tra i favoriti dalla maggior parte dei bookmakers. Capitato in una parte di tabellone non del tutto agevole, si scontra al primo turno con l'uzbeko Denis Istomin, imponendosi con un 6-3, 6-4, 6-4. Dopo avere sconfitto Daniel Evans e Taylor Fritz, viene eliminato al quarto turno dal greco Stefanos Tsitsipas, che si impone per 6(11)-7, 7-6(3), 7-5, 7-6(5). Torna all'ATP 500 di Dubai dove riesce a vincere il suo centesimo titolo in carriera, diventando il secondo tennista della storia a raggiungere tale traguardo. Nonostante i primi turni non molto convincenti contro Kohlschreiber, Verdasco e Fucsovics, il suo gioco migliora notevolmente in semifinale, dove il renano batte Coric 6-2 6-2, e in finale, vinta sul greco Tsitsipas con un doppio 6-4. A Indian Wells perde in finale da Thiem 6-3 3-6 5-7. Il 31 marzo 2019 vince l'ATP 1000 di Miami battendo in finale John Isner con il punteggio di 6-1 6-4 conquistando così il 101º titolo in carriera. A quasi 3 anni dalla sua ultima apparizione sulla terra rossa decide di partecipare al Master 1000 di Madrid, soprattutto in funzione della preparazione al Roland Garros: nel torneo spagnolo batte dapprima il francese Gasquet per 6-2 6-3 e poi il connazionale Monfils per 6-0 4-6 7-6, ottenendo così la sua vittoria numero 1200 in carriera, venendo poi eliminato ai quarti di finale da Thiem per 6-3 6-7 4-6, in un match in cui fallisce due match-point. Dopo l'eliminazione dal torneo spagnolo decide di tornare subito in campo per partecipare al Master 1000 di Roma, dove batte nello stesso giorno il portoghese Sousa per 6-4 6-3 e il croato Ćorić 2-6 6-4 7-6, quest'ultimo sconfitto dopo avere annullato due match-point. Prima di affrontare il greco Tsitsipas ai quarti si ritira per un problema fisico. Arriva al Roland Garros, dove mancava dal 2015, come testa di serie numero 3. Nel torneo parigino batte nell'ordine Sonego, Otte, Ruud e Mayer senza perdere alcun set, vincendo poi il derby con Wawrinka in quattro set e cedendo in semifinale contro il suo rivale di sempre, Rafa Nadal, con il punteggio di 6-3 6-4 6-2. Inizia la stagione sull'erba al torneo di Halle dove, pur soffrendo negli ottavi con Tsonga e nei quarti con Bautista Agut, si impone in finale (raggiunta in questo torneo per la tredicesima volta in carriera di fronte a 13 avversari ogni volta diversi), sconfiggendo Goffin con il punteggio di 7-6 6-1 e conquistando così il 10º successo nel torneo tedesco e il 102º titolo ATP. Al torneo di Wimbledon Federer parte come testa di serie numero 2, nei primi tre turni batte in ordine Harris, Clarke e Pouille, agli ottavi batte il talentuoso Berrettini in appena 1h e 14 min, mentre ai quarti supera il giapponese Nishikori. In semifinale incontra per la 40ª volta in carriera il suo rivale/amico Nadal, che sconfigge con il risultato di 7-6 1-6 6-3 6-4, raggiungendo così la finale numero 12 a Londra, dove si confronta per la terza volta con Djokovic: la finale più lunga nella storia del torneo (con una durata di 4h e 57') vede Federer sconfitto 6-7 6-1 6-7 6-4 12-13 al tiebreak del quinto set (istituito proprio nell'edizione 2019 di Wimbledon) dopo avere sprecato due match point. Partecipa al torneo di Cincinnati dove batte ai sedicesimi Londero con il punteggio di 6-3 6-4, ma deve cedere agli ottavi al giovane russo Rublev. Torna in campo per gli US Open: dopo avere battuto con qualche difficoltà Nagal e Džumhur, supera agevolmente Evans e Goffin. La sua corsa, però, si arresta ai quarti, dove viene eliminato da Grigor Dimitrov in cinque set dopo essere stato avanti 2 set a 1. Durante la Laver Cup, supera Nick Kyrgios 6(5)–7, 7-5, [10-7] e John Isner 6-4, 7–6(3) aiutando il Team Europe nella sua rimonta. Partecipa poi al torneo di Shanghai, dove batte Albert Ramos Viñolas e David Goffin, per poi cedere in tre set a Zverev nei quarti di finale. Conquista il suo quarto titolo stagionale e centotreesimo in carriera a Basilea, dove vantava già altri nove successi, senza perdere set. Nei primi due turni batte Peter Gojowczyk e Radu Albot, nei quarti approfitta del ritiro di Stan Wawrinka, in semifinale supera Stefanos Tsitsipas e in finale lascia appena quattro game ad Alex de Minaur. In vista delle ATP Finals decide di saltare il torneo di Bercy
Il 3 settembre Daniil Medvedev si qualifica per la prima volta.

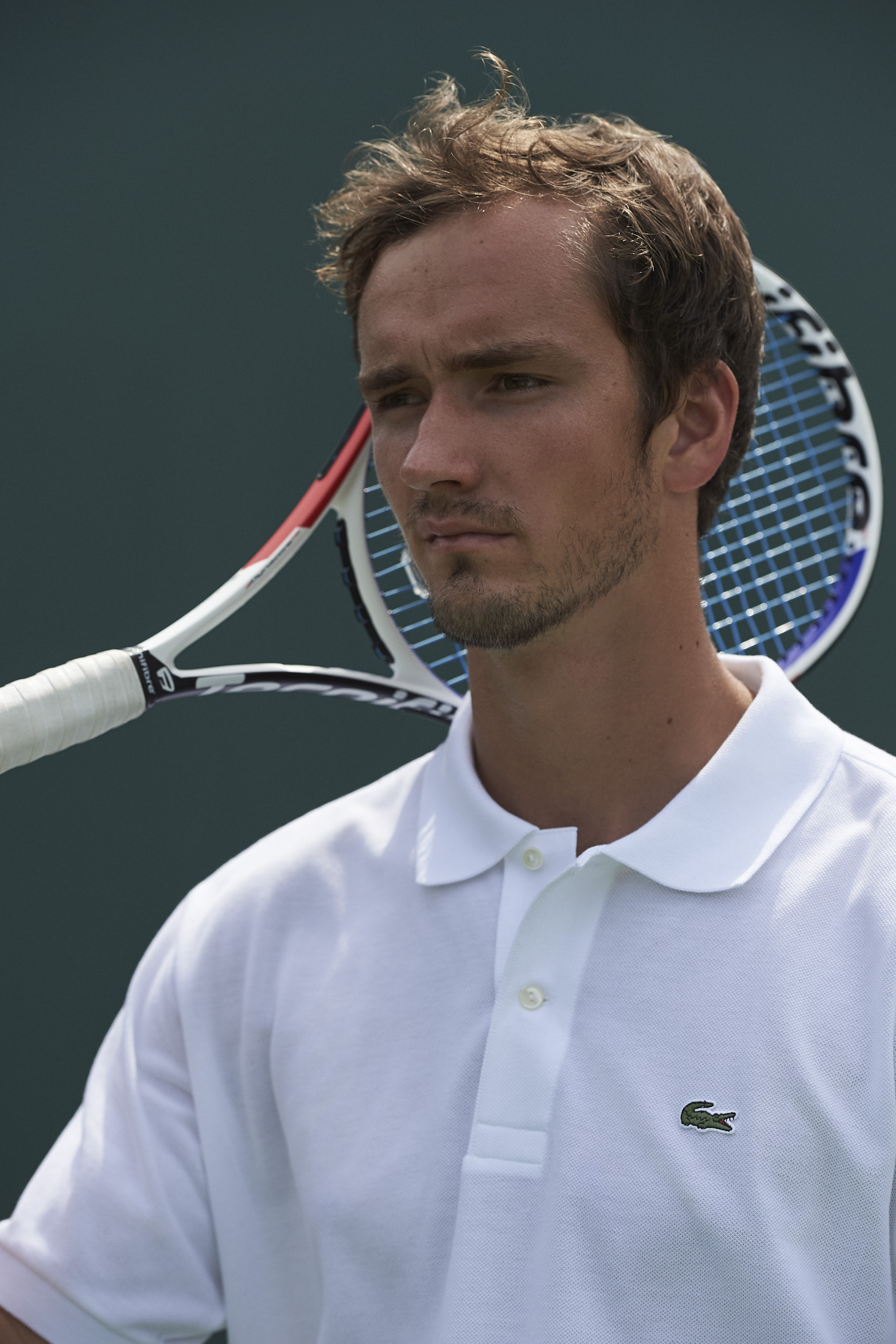
Medvedev raggiunge la sua prima finale slam, vince due Master 1000 e si qualifica per la prima volta.

Comincia la stagione dal torneo di Brisbane, dove viene sconfitto in finale da Kei Nishikori, che vendica la sconfitta subita a Tokio. Agli Australian Open raggiunge per la prima volta gli ottavi di finale, senza perdere un set, sconfiggendo nell'ordine il sudafricano Lloyd Harris, lo statunitense Ryan Harrison, e il belga David Goffin, per poi arrendersi al nº1 del mondo Novak Đoković con il punteggio di 4-6, 7–6(5), 2-6, 3-6. In Coppa Davis conquista il primo punto per la Russia contro la Svizzera, battendo 7–6(8), 6(6)–7, 6-2 Henri Laaksonen. Partecipa poi al torneo di Sofia dove accreditato con la testa di serie nº3, ottiene un bye al primo turno. Al secondo turno supera Robin Haase in tre set, nei quarti di finale ha la meglio su Martin Kližan 6-4, 6-1 e in semifinale batte Gaël Monfils 6-2, 6-4, raggiungendo così la seconda finale stagionale. Il 10 febbraio vince il suo quarto titolo ATP, superando in finale Márton Fucsovics con il punteggio di 6-4, 6-3. Partecipa a Rotterdam dove raggiunge la semifinale, sconfitto dal futuro campione Gaël Monfils. Viene eliminato all'esordio a Dubai da Ričardas Berankis con un doppio 6-3. A Indian Wells esce a sorpresa al terzo turno contro il serbo Filip Krajinović e a Miami raggiunge gli ottavi, ma viene sconfitto dal futuro vincitore Roger Federer. Il 1º aprile 2019 conquista la posizione nº14 ATP, migliorando il suo best ranking. Inizia la stagione sulla terra a Montecarlo. Al primo turno lascia solamente due game a João Sousa, al secondo tre a Radu Albot. Al terzo turno sconfigge Stefanos Tsitsipas per la quarta volta su quattro incontri, raggiungendo così per la prima volta i quarti di finale in un master. Ai quarti riesce a sconfiggere il nº1 al mondo Novak Đoković, raggiungendo così la semifinale, dove viene sconfitto da Dušan Lajović. La settimana successiva torna in campo a Barcellona. Al primo turno supera Albert Ramos Viñolas per 6-3, 2-6, 6-1, al secondo regola Mackenzie McDonald per 6-3, 6-2 e nei quarti Nicolás Jarry con il punteggio di 6-3, 6-4. In semifinale batte Kei Nishikori per 6-4, 3-6, 7-5, raggiungendo la sua prima finale ATP su terra rossa, dove viene sconfitto per 6-4, 6-0 da Dominic Thiem. Dopo quattro sconfitte consecutive al primo turno, a Madrid, Roma, Parigi e Stoccarda, raggiunge la semifinale al Queens e il terzo turno a Wimbledon, confermando il risultato dell'anno precedente. Il 15 luglio debutta nella top 10 ATP al decimo posto e la settimana successiva sale alla posizione nº9. Inizia la stagione sul cemento di Washington dove raggiunge la finale senza perdere un set, battendo tra gli altri l'ex top 10 Marin Čilić. Nell'atto conclusivo viene sconfitto da Nick Kyrgios con un doppio tie-break. La settimana seguente, a Montréal, raggiunge la sua prima finale in un torneo Masters 1000. Dopo avere ricevuto un bye al primo turno batte al secondo Kyle Edmund per 6-3, 6-0 e Cristian Garín negli ottavi di finale con un doppio 6-3. Nei quarti sconfigge Dominic Thiem, testa di serie nº2 e quarto giocatore del mondo, per 6-3, 6-1. In semifinale batte il connazionale Karen Khachanov con il punteggio di 6-1, 7–6(6), prima di perdere la seconda finale ATP consecutiva, contro Rafael Nadal per 6-3, 6-0. Al termine del torneo raggiunge la posizione nº8 della classifica. Senza soluzione di continuità prende parte al Masters 1000 di Cincinnati. Accreditato della testa di serie nº9, giunge in semifinale senza perdere un set eliminando nell'ordine Kyle Edmund, Benoît Paire, Jan-Lennard Struff e Andrey Rublev. In semifinale sconfigge in rimonta, per la seconda volta in stagione, il n°1 del mondo e campione uscente Novak Djokovic, raggiungendo la terza finale ATP consecutiva. Nell'atto conclusivo trionfa in due set su David Goffin aggiudicandosi il quinto titolo ATP in carriera, il primo a livello Masters 1000. Grazie al successo ottenuto in Ohio sale al quinto posto della classifica mondiale. Alla sua terza partecipazione agli US Open, supera il primo turno in tre set contro Prajnesh Gunneswaran. Giunge in semifinale sconfiggendo nell'ordine, sempre in quattro set, Hugo Dellien, Feliciano López, Dominik Koepfer e Stan Wawrinka. Nel penultimo atto si impone in tre partite su Grigor Dimitrov raggiungendo per la prima volta la finale in una prova del Grande Slam. Nell'atto conclusivo viene sconfitto, dopo dodici incontri vinti consecutivamente, dal nº2 del mondo Rafael Nadal in cinque set. Il 9 settembre sale al quarto posto nella classifica mondiale. Torna in campo a San Pietroburgo, e raggiunge la sua quinta finale consecutiva, dopo avere superato Evgeny Donskoy, Andrey Rublev e Egor Gerasimov, nell'atto conclusivo si impone su Borna Ćorić in due set, conquistando il suo sesto titolo in carriera. Dopo due settimane di riposo torna a giocare a Shanghai, riprende da dove aveva lasciato, raggiungendo l'ennesima finale del 2019, dove batte Alexander Zverev con il punteggio di 6-4, 6-1. Conquista quindi il suo secondo Masters 1000 consecutivo, e scavalca Roger Federer nella Race. Partecipa poi al torneo di Parigi dove viene sconfitto all'esordio da Jérémy Chardy con il punteggio di 6-4, 2-6, 4-6.
Il 5 ottobre Dominic Thiem si qualifica per il quarto anno consecutivo.

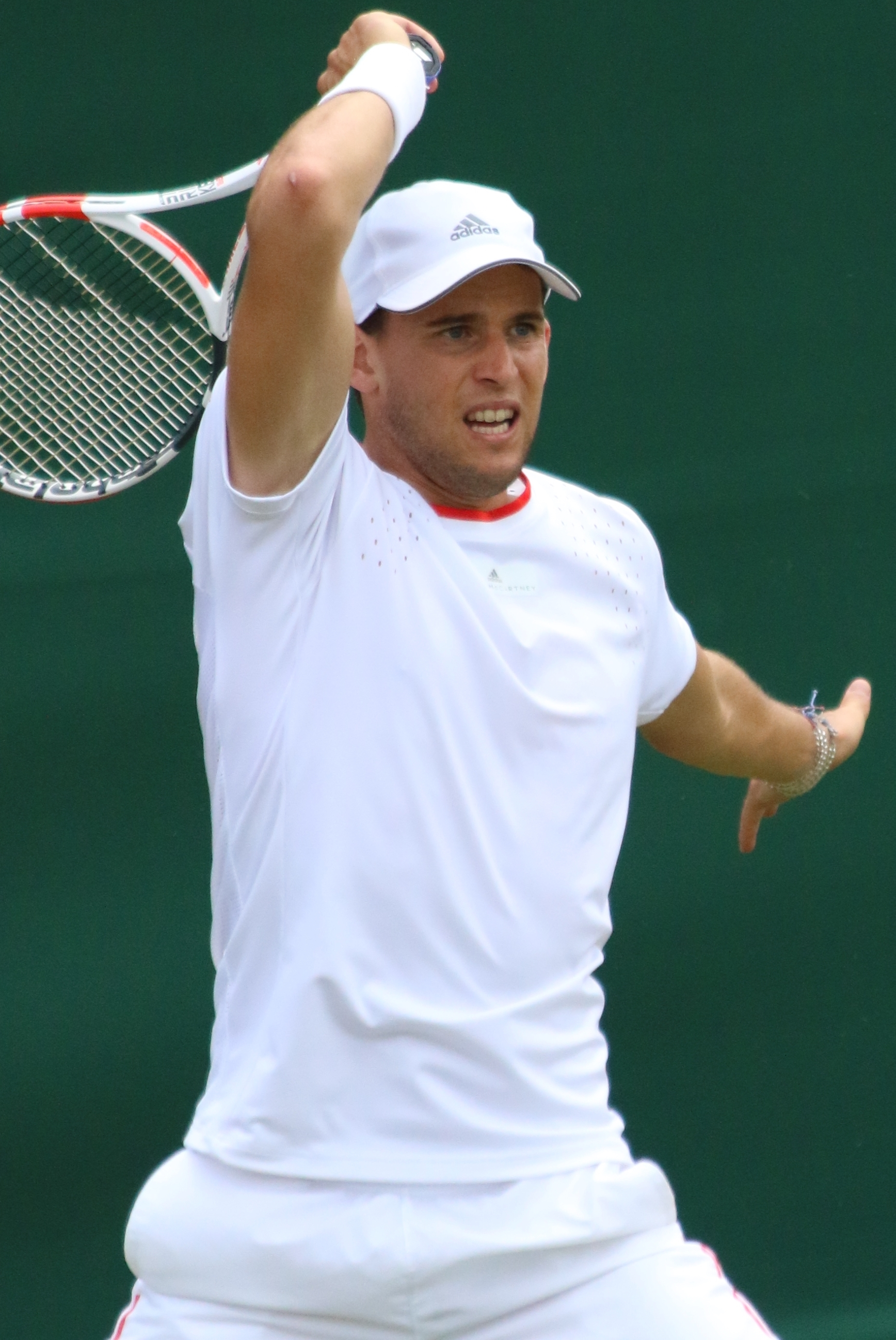
Thiem conquista cinque titoli e si qualifica per il quarto anno consecutivo.

La stagione parte con la sconfitta al primo turno a Doha e il ritiro per problemi fisici durante il match di secondo turno dell'Australian Open contro la wild card Alexei Popyrin. Torna in campo a Buenos Aires, dove viene sconfitto in semifinale, in tre set, da Diego Schwartzman, insieme al quale disputa il torneo di doppio dove giunge in finale. La settimana seguente viene eliminato al primo turno a Rio de Janeiro da Laslo Đere, futuro vincitore del torneo. A febbraio annuncia l'ingresso nel suo staff tecnico di Nicolas Massú. Dopo quasi un mese, a Indian Wells, conquista il suo primo titolo Masters 1000 in carriera trionfando in finale sullo svizzero Roger Federer, n°4 del mondo, con il punteggio di 3-6, 6-3, 7-5. Alla vigilia del torneo di Montecarlo, annuncia la sua separazione tecnica dal coach Günter Bresnik, per affidarsi in toto a Massú. Il suo cammino nel torneo del Principato si ferma al terzo turno. Dopo avere superato in due set Martin Kližan nell'incontro d'esordio, esce di scena contro il futuro finalista Dušan Lajović. La settimana successiva conquista il suo secondo titolo in stagione, a Barcellona. In semifinale supera in due set Rafael Nadal, diventando il secondo giocatore al mondo (il più giovane in assoluto) ad avere battuto per almeno quattro volte sulla terra rossa il fuoriclasse spagnolo. In finale trionfa in due partite su Daniil Medvedev. A Madrid, raggiunge per il terzo anno consecutivo la semifinale annullando due match-point a Roger Federer nei quarti di finale (3-6, 7–6(11), 6-4), prima di arrendersi in due tie-break al n°1 del mondo Novak Djokovic. In doppio raggiunge la terza finale ATP in carriera. In coppia con Diego Schwartzman viene sconfitto da Jean-Julien Rojer e Horia Tecău per 2-6, 3-6. Agli internazionali d'Italia viene eliminato al turno d'esordio da Fernando Verdasco in tre set. Al Roland Garros giunge in finale per il secondo anno consecutivo. Supera i primi tre turni in quattro set, eliminando nell'ordine lo statunitense Tommy Paul, Aleksandr Bublik e Pablo Cuevas. Negli ottavi di finale, vince in tre partite contro Gael Monfils e sempre in tre set elimina Karen Chačanov nei quarti. In semifinale sconfigge per la terza volta in carriera un n°1 del mondo, eliminando in cinque set Novak Djokovic, che puntava alla conquista del quarto Major consecutivo ed era reduce da 26 incontri vinti consecutivamente a livello di Grande Slam. Nell'atto conclusivo va in scena la replica dell'edizione precedente, con la vittoria del n°2 del mondo Rafael Nadal, al quale Thiem strappa il secondo set, con il punteggio di 3-6, 7-5, 1-6, 1-6. A Wimbledon viene sconfitto da Sam Querrey, in quattro set al primo turno. Torna in campo ad Amburgo e dopo avere sconfitto Pablo Cuevas e Márton Fucsovics, viene sconfitto da Andrey Rublev in due set. Partecipa quindi al torneo di Kitzbühel, dove senza perdere un set conquista il suo quattordicesimo titolo, superando in finale Albert Ramos Viñolas con il punteggio di 7–6(0), 6–1. Accreditato della testa di serie nº2, raggiunge i quarti di finale a Montreal sconfiggendo Denis Shapovalov in tre set al secondo turno e Marin Čilić al terzo turno. Viene sconfitto dal futuro finalista Daniil Medvedev in due rapidi set. Salta Cincinnati a causa di un virus. Agli US Open, ancora acciaccato a causa del virus, viene estromesso al primo turno dall’italiano Thomas Fabbiano in quattro set. Prende poi parte alla Coppa Davis contro la Finlandia conquistando una vittoria contro Patrik Niklas-Salminen e una sconfitta contro Emil Ruusuvuori. Anche alla Laver Cup conquista una vittoria contro Denis Shapovalov e una sconfitta contro Taylor Fritz. Scende nuovamente in campo a Pechino e da testa di serie numero uno conquista il suo quarto titolo stagione, battendo nei quarti Andy Murray, in semifinale Karen Khachanov e in finale il greco Stefanos Tsitsipas in tre set. A Shanghai, raggiunge i quarti di finale dove viene eliminato da matteo Berrettini. Conquista poi il quinto titolo stagionale a Vienna, dove supera in finale Diego Schwartzman con il punteggio di 3-6, 6-4, 6-3. A Parigi non va oltre il terzo turno, fermato da Grigor Dimitrov in due set.
L'11 ottobre Stefanos Tsitsipas si qualifica per la prima volta.

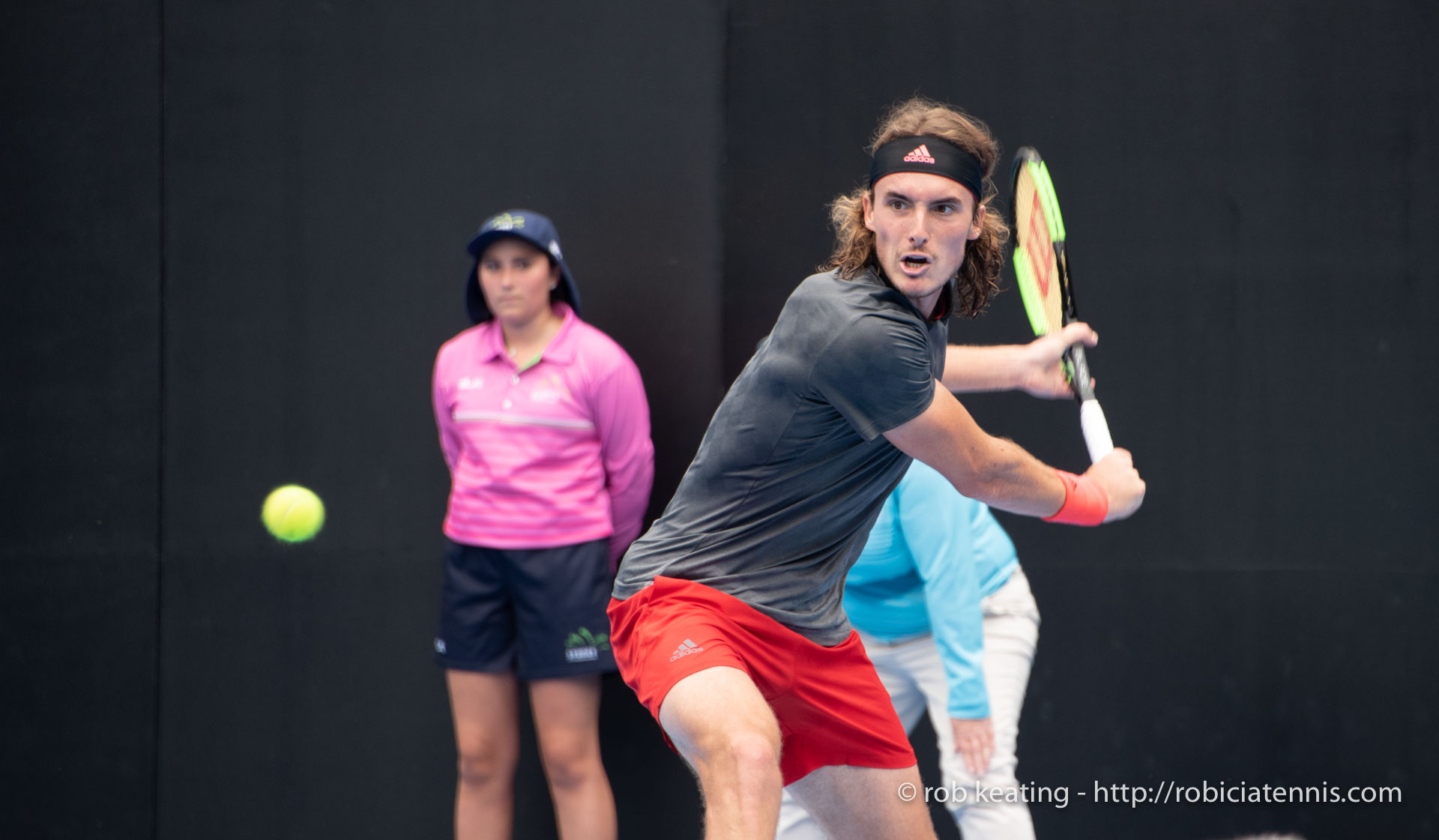
Tsitsipas raggiunge la sua prima semifinale slam e si qualifica per la prima volta.

Inizia la stagione disputando il torneo ATP 250 di Sydney, dove esce di scena al secondo turno per mano di Andreas Seppi in tre set, dopo avere eliminato al primo turno il lucky loser Guido Andreozzi. Agli Australian Open, giungendo in semifinale, ottiene il suo miglior risultato in una prova del Grande Slam. Nei primi tre turni supera nell'ordine, sempre in quattro set, Matteo Berrettini, Viktor Troicki e Nikoloz Basilašvili. Negli ottavi sconfigge un Top 5 per la prima volta in una prova del Grande Slam, disponendo, ancora in 4 set, del suo idolo d’infanzia Roger Federer, n°3 del mondo e campione in carica, che a Melbourne aveva inanellato una serie di 17 incontri vinti consecutivamente. Nei quarti di finale ha la meglio in quattro partite di Roberto Bautista Agut, reduce da nove vittorie consecutive e dal successo al torneo di Doha. Tsitsipas diventa così il primo tennista greco della storia a raggiungere un turno così avanzato in una prova del Grande Slam a livello pro. In semifinale si arrende al n°2 del Mondo Rafael Nadal, che lo sconfigge per la terza volta su tre, concedendogli appena 6 giochi. Il 28 gennaio Tsitsipas sale alla posizione n°12 del ranking ATP. Esce ai quarti di finale al 250 di Sofia e all'esordio al 500 di Rotterdam. Torna in campo la settimana seguente al 250 di Marsiglia, dove, da testa di serie n°1, usufruisce di un bye al primo turno. Batte in sequenza Hubert Hurkacz, Serhij Stachovs'kyj e David Goffin, raggiungendo la finale senza perdere un set. Il 24 febbraio, nell'ultimo atto, prevale su Michail Kukuškin con il punteggio di 7-5, 7–6(5), conquistando il suo secondo titolo ATP. Grazie a questo risultato, il 25 febbraio sale alla posizione n°11 del ranking. Nel successivo ATP 500 di Dubai, batte al primo turno Matthew Ebden per 6-4, 3-6, 6-3. Al secondo ha la meglio su Jahor Herasimaŭ, con il punteggio di 6-1, 6-3 e nei quarti di finale la spunta su Hubert Hurkacz per 7–6(4), 6(1)-7, 6-1. In semifinale supera Gaël Monfils con il punteggio di 4-6, 7–6(4), 7-64, successo che gli garantisce l'ingresso nella Top 10 per la prima volta in carriera, e la quinta finale ATP, la seconda in stagione, dove, dopo otto incontri vinti consecutivamente, viene sconfitto, in due set, dal n°7 del mondo Roger Federer. La sua seconda partecipazione al Masters 1000 di Indian Wells lo vede uscire al primo turno per mano della wild card Félix Auger-Aliassime. A Miami supera al secondo turno il lucky loser Mackenzie McDonald in due set. Al terzo dispone di Leonardo Mayer con un doppio 6-4, prima di arrendersi a Denis Shapovalov negli ottavi con il punteggio di 6-4, 3-6, 6(3)–7. In doppio in coppia con Wesley Koolhof, raggiunge la sua prima finale di specialità in carriera, dove viene sconfitto dai detentori del titolo e sei volte vincitori del torneo Bob e Mike Bryan per 5-7, 6(8)–7. Questi risultati gli permettono di raggiungere il best ranking in entrambe le specialità, n°8 in singolare e 98 in doppio. Inizia la stagione su terra rossa raggiungendo due terzi turni a Montecarlo e Barcellona, sconfitto rispettivamente da Daniil Medvedev e Jan-Lennard Struff, scendendo al numero 10 ATP. A Estoril, dove è testa di serie n°1, supera Guido Andreozzi al turno d'esordio per 6-3, 6-4. Nei quarti di finale prevale su João Domingues per 7–6(3), 6-4 e in semifinale sconfigge in rimonta David Goffin con il punteggio di 3-6, 6-4, 6-4, raggiungendo la sua sesta finale in carriera. Il 5 maggio conquista il titolo battendo in finale Pablo Cuevas con il punteggio di 6-3, 7–6(4). Al torneo di Madrid, raggiunge la sua settima finale ATP, la seconda a livello Masters 1000, eliminando nell'ordine Adrian Mannarino, Fernando Verdasco, Alexander Zverev, n°4 del mondo, e Rafael Nadal, n°2, diventando il ventitreesimo giocatore ad avere battuto il fuoriclasse spagnolo sulla terra rossa. Nell'atto conclusivo si arrende in due set al numero uno del mondo Novak Đoković. Il 13 maggio raggiunge il suo best ranking, alla posizione numero 7. Agli Internazionali d'Italia raggiunge la terza semifinale in un torneo Masters 1000 sconfiggendo nei sedicesimi Jannik Sinner e negli ottavi Fabio Fognini, entrambi in due set. Nei quarti approfitta del forfait di Roger Federer, mentre a impedirgli l'ingresso in finale è Nadal che in due set vendica la sconfitta di Madrid. Approda per la prima volta agli ottavi di finale del Roland Garros grazie alle vittorie su Maximilian Marterer, Hugo Dellien e Filip Krajinović. A fermarne il cammino è Stan Wawrinka che lo supera in cinque set dopo un memorabile incontro durato cinque ore e 9 minuti, il quarto più lungo nella storia del torneo. Durante la stagione sulla terra americana non riesce a difendere la finale alla Rogers Cup e viene eliminato al primo turno. A Washington accede alle semifinali, ma viene eliminato dal suo compagno di doppio Nick Kyrgios. Agli US Open viene eliminato al primo turno da Andrey Rublev in quattro set. Dopo l'uscita al primo turno nell'ATP 250 di Zhuhai, causata da un problema fisico durante l'incontro con Adrian Mannarino, nel 500 di Pechino raggiunge la sua nona finale in carriera eliminando nell'ordine Dušan Lajović, Nikoloz Basilašvili, John Isner e il n°6 del mondo Alexander Zverev. Nell'atto conclusivo viene sconfitto in rimonta dal n°5 ATP Dominic Thiem. Nel Masters 1000 di Shanghai, raggiunge la semifinale grazie ai successi nei confronti di Félix Auger-Aliassime, Hubert Hurkacz e, nei quarti di finale, del nº1 della classifica mondiale Novak Đoković, che supera in rimonta. A fermarne il cammino è Daniil Medvedev, in due set. La settimana seguente a Basilea raggiunge un'altra semifinale, fermato dal padrone di casa Federer. Raggiunge i quarti di finale a Parigi fermato da Djokovic, che gli lascia appena tre giochi.
Il 30 ottobre Alexander Zverev, il campione uscente, è il settimo qualificato.

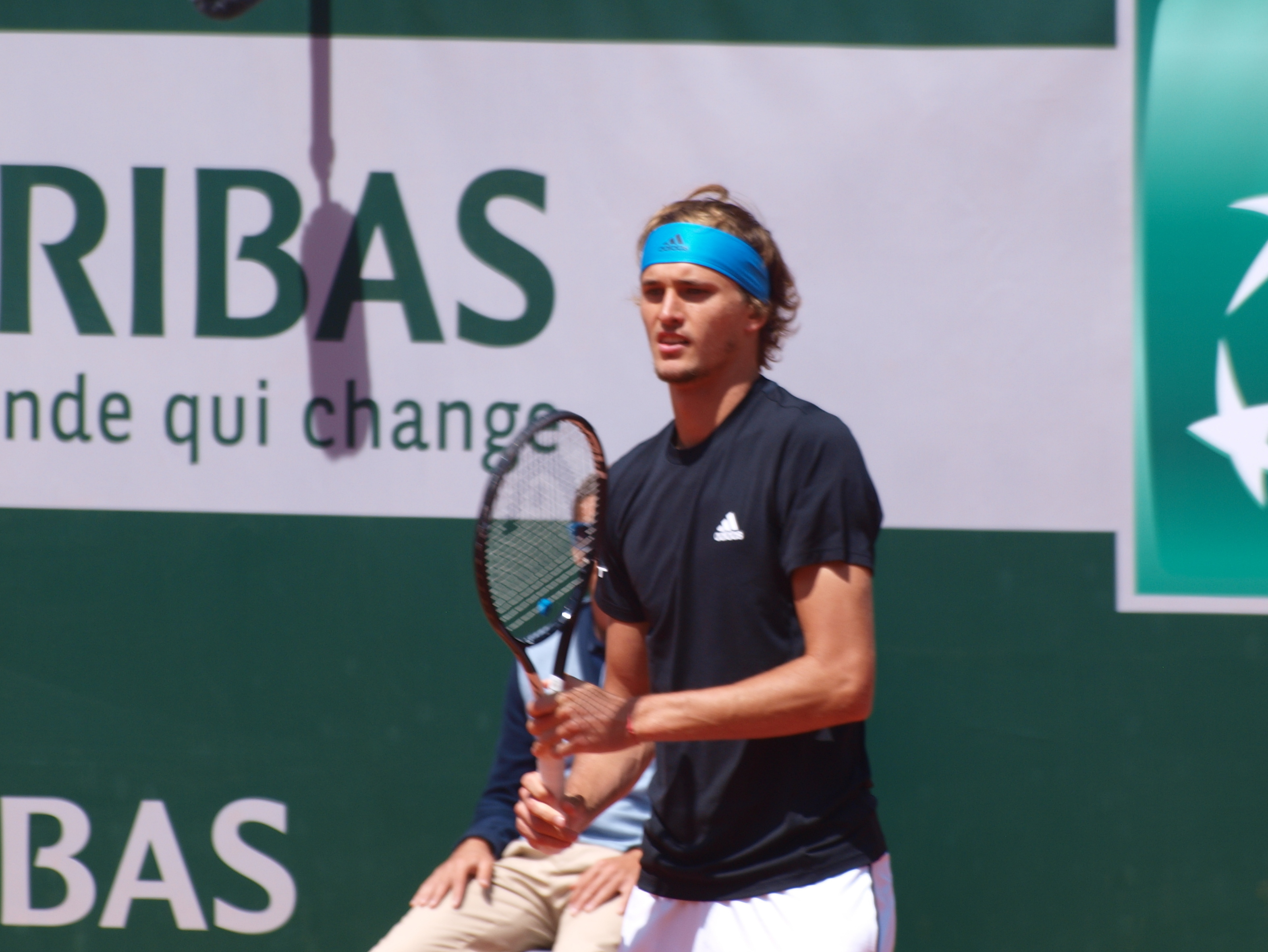
Zverev vince il suo undicesimo titolo e si qualifica per il terzo anno consecutivo.

Incomincia la stagione dalla Hopman Cup 2019, dove in coppia con Angelique Kerber raggiunge la finale, ma come nell'edizione precedente i due vengono sconfitti da Belinda Bencic e Roger Federer. Partecipa poi agli Australian Open dove giunge per la prima volta in carriera agli ottavi di finale, eliminando nell'ordine lo sloveno Aljaž Bedene per 6-4, 6-1, 6-4, il francese Jérémy Chardy per 7–6(5), 6-4, 5-7, 6(6)–7, 6-1 e l'australiano Alex Bolt per 6-3, 6-3, 6-2. A interromperne il cammino è Milos Raonic che lo supera in tre set con il punteggio di 6-1, 6-1, 7–6(5). Viene poi convocato per la Coppa Davis dove conquista due punti contro Péter Nagy e Gábor Borsos, contribuendo al netto 5-0 contro l'Ungheria. Torna in campo ad Acapulco dove raggiunge la sedicesima finale in carriera, batte al primo turno Alexei Popyrin con un doppio 6-3, nel secondo turno ha la meglio su David Ferrer per 7-6(0), 6-1. Nei quarti batte Alex de Minaur con un doppio 6-4 e in semifinale sconfigge Cameron Norrie con il punteggio di 7-6(0), 6-3. Nella sua sedicesima finale in carriera si arrende in due set a Nick Kyrgios, con il punteggio di 3-6, 4-6. Nello stesso torneo si aggiudica il secondo titolo di doppio, sconfiggendo, sempre in coppia con il fratello Misha, il duo formato dal neozelandese Artem Sitak e dallo statunitense Austin Krajicek, in tre set a Indian Wells viene eliminato al terzo turno dal connazionale Struff per 6-1, 6-3, non va meglio a Miami dove viene sconfitto da David Ferrer in rimonta con il punteggio di 6-2, 5-7, 3-6. Incomincia la stagione sulla terra rossa di Marrakech grazie a una wildcard. Da testa di serie numero uno, elimina al primo turno Denis Istomin con un doppio 6-4, ma al secondo turno viene sorpreso dal ventunenne spagnolo Jaume Munar in tre set. Al primo 1000 sul rosso di Monte Carlo è testa di serie numero tre, e riceve quindi un bye al primo turno, al secondo elimina il giovane canadese Félix Auger-Aliassime per 6-1, 6-4, ma viene poi superato al terzo turno dal futuro campione Fabio Fognini con il punteggio di 7–6(6), 6-1. Torna subito in campo a Barcellona dove viene eliminato all'esordio dal lucky loser cileno, Nicolás Jarry in tre set. Viene sconfitto poi nei quarti di finale a Monaco di Baviera, dove era campione in carica da due anni, da un altro cileno Cristian Garín, sempre in tre set. Questi risultati gli fanno perdere una posizione in classifica in favore di Federer. Nel Masters 1000 di Madrid si ferma ai quarti di finale dove viene sconfitto da Stefanos Tsitsipas, dopo avere superato nel turno d'esordio David Ferrer, alla sua ultima partita in carriera e, negli ottavi, Hubert Hurkacz. Agli Internazionali d'Italia viene sconfitto all'esordio dalla wild-card Matteo Berrettini in due set. Perde quindi un'altra posizione in classifica, in favore di Thiem. La settimana seguente partecipa al torneo di Ginevra, come testa di serie numero uno, riceve un bye al primo turno. Al secondo turno batte Ernests Gulbis per 6-2, 6-1. Nei quarti prevale su Hugo Dellien con il punteggio di 7-5, 3-6, 6-3, mentre in semifinale ha la meglio su Federico Delbonis per 7-5, 6(6)–7, 6-3. Nell'atto conclusivo sconfigge Nicolás Jarry, dopo avere salvato due match-point, con il punteggio di 6-3, 3-6, 7–6(8). Conquista così il suo undicesimo titolo in carriera, primo della stagione. Al Roland Garros raggiunge i quarti di finale per il secondo anno consecutivo. Al primo turno batte John Millman in cinque set per 7–6(4), 6-3, 2-6, 6(5)–7, 6-3, al secondo supera Mikael Ymer 6-1, 6-3, 7–6(3), al terzo ha la meglio su Dušan Lajović per 6-4, 6-2, 4-6, 1-6, 6-2 e al quarto turno elimina Fabio Fognini con il punteggio di 3-6, 6-2, 6-2, 7–6(5). Nei quarti di finale viene sconfitto dal numero uno del mondo Novak Djokovic in tre set, per 5-7, 2-6, 2-6. Inizia la stagione sull'erba a Stoccarda, dove viene eliminato all'esordio da Dustin Brown con il punteggio di 4-6, 7–6(3), 3-6. Ad Halle raggiunge i quarti di finale battendo Robin Haase 6-4, 7-5 e Steve Johnson 6-3, 7-5, per poi arrendersi a David Goffin per 6-3, 1-6, 6(3)–7. Delude anche a Wimbledon perdendo al primo turno contro il qualificato Jiří Veselý, con il punteggio di 6-4, 3-6, 2-6, 5-7. Il 26 luglio, il coach Ivan Lendl annuncia la chiusura del rapporto di collaborazione con il giocatore. Nel corso della stessa settimana Zverev disputa l'ATP 500 di Amburgo nel quale approda per la seconda volta in semifinale, eliminando al primo turno Federico Delbonis e nei quarti di finale Filip Krajinovic, al quale rimonta uno svantaggio di 6-2, 5-2. In semifinale si arrende al tie-break del terzo set contro il campione uscente e futuro vincitore del torneo Nikoloz Basilašvili, dopo avere mancato due match-point. Inizia la stagione sul cemento a Montréal e dopo avere sconfitto Cameron Norrie e Basilashvili, si arrende nei quarti di finale a Karen Khachanov con un doppio 6-3. La settimana seguente viene eliminato all'esordio a Cincinnati da Miomir Kecmanović in tre set. Prende quindi parte agli US Open dove si arrende agli ottavi di finale a Diego Schwartzman in quattro set. Viene convocato in Laver Cup e come nella scorsa edizione conquista nell'ultima giornata i tre punti della vittoria, questa volta battendo Milos Raonic per 6-4, 3-6, [10-4]. Dopo una settimana di riposo partecipa al China Open, dove è testa di serie numero due. Batte Frances Tiafoe, Félix Auger-Aliassime e Sam Querrey senza perdere set, prima di arrendersi in semifinale a Stefanos Tsitsipas. Nel successivo torneo di Shanghai, dopo un bye al primo turno, supera Jérémy Chardy e Andrey Rublev raggiungendo i quarti. Affronta e batte quindi Roger Federer in tre set, per la quarta volta in carriera, conquistando così la sua prima vittoria contro Top 10 in stagione. Dopo avere sconfitto Matteo Berrettini in due set, raggiunge la sua terza finale stagionale, dove viene sconfitto in due set da Daniil Medvedev. A Basilea viene eliminato all'esordio da Taylor Fritz in due set. A Parigi supera al secondo turno Fernando Verdasco per poi essere eliminato al terzo da Denis Shapovalov.
Il 1º novembre Matteo Berrettini diventa l'ultimo qualificato.

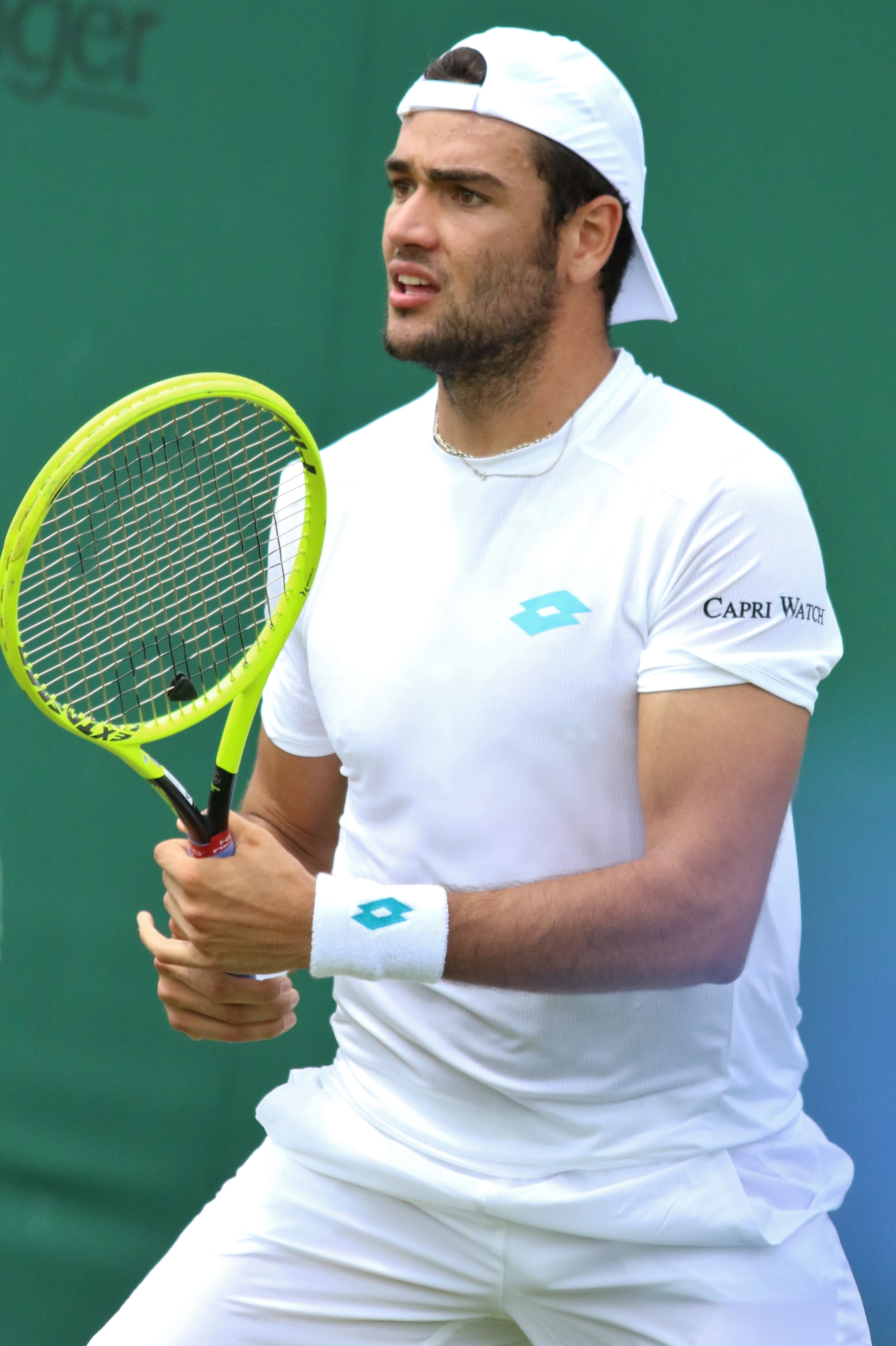
Berrettini primo italiano a qualificarsi dal 1978.

Inizia la stagione con la sua seconda partecipazione agli Australian Open che lo vede soccombere in quattro set a Stefanos Tsitsipas. Il 1º febbraio fa il suo esordio assoluto in Coppa Davis, nel primo turno di qualificazione disputato contro l'India sull'erba di Calcutta e vinto dall'Italia per 3-1, aggiudicandosi in due set il secondo singolare contro Prajnesh Gunneswaran. Tre giorni dopo raggiunge la sua seconda semifinale ATP in carriera nel torneo di Sofia. All'esordio supera in due set Denis Istomin, negli ottavi sconfigge in rimonta Karen Chačanov, testa di serie nº1 e nº11 del ranking ATP. Nei quarti completa un'altra rimonta battendo Fernando Verdasco. Nel penultimo atto del torneo perde in tre set da Márton Fucsovics. L'11 febbraio sale alla posizione nº46 della classifica mondiale. Al successivo torneo ATP 250 di Marsiglia elimina al primo turno Jérémy Chardy, prima di uscire di scena per mano di Andrej Rublëv. Al Masters 1000 di Indian Wells entra per la prima volta in tabellone per diritto di classifica e viene sconfitto al primo turno da Sam Querrey in tre set. La settimana successiva conquista il Challenger 125 di Phoenix dove nella finale, raggiunta senza perdere un set, sconfigge Michail Kukuškin al tie-break della terza partita. Il 28 aprile conquista il secondo titolo ATP in carriera a Budapest; sconfigge in due set al primo turno Michail Kukuškin e negli ottavi Aljaž Bedene. Nei quarti la spunta su Pablo Cuevas in tre partite e la semifinale lo vede imporsi in due set su Laslo Djere. In finale trionfa su Filip Krajinović con il punteggio di 4-6, 6-3, 6-1, diventando il quindicesimo tennista italiano ad avere vinto almeno due tornei del circuito maggiore nell'era Open. La settimana successiva giunge per la terza volta in finale in un torneo ATP a Monaco; elimina in due set al primo turno Denis Istomin e al secondo Denis Kudla, nei quarti supera in rimonta Philipp Kohlschreiber e in semifinale dispone in due partite di Roberto Bautista Agut, centrando la sua nona vittoria consecutiva. Nell'atto conclusivo si arrende a Cristian Garín al tie-break del set decisivo. Grazie a questo risultato il 6 maggio sale al numero 31 della classifica mondiale. Arriva quindi per la prima volta negli ottavi di finale agli Internazionali d'Italia; al primo turno elimina Lucas Pouille in due set. Nel secondo supera per la prima volta in carriera un top 10 battendo 7-5, 7-5 Alexander Zverev, nº5 del mondo e finalista della precedente edizione. A estrometterlo dal torneo è Diego Schwartzman, che lo elimina in due partite. Alla sua seconda partecipazione in singolare al Roland Garros, dove è per la prima volta testa di serie (nº29) in una prova del Grande Slam, viene sconfitto al secondo turno da Casper Ruud in tre set, dopo avere eliminato al primo Pablo Andújar in quattro partite. A fine torneo Berrettini sale alla 30ª posizione della classifica mondiale in singolare. Sull'erba di Stoccarda elimina nei primi due turni lo specialista Nick Kyrgios in due set e il nº9 del mondo Karen Kachanov, secondo top 10 da lui sconfitto in carriera, al quale lascia soltanto sei giochi. Grazie al successo nei quarti su Denis Kudla per 6-3, 6-3, diventa il primo giocatore al mondo a raggiungere nel 2019 tre semifinali su tre superfici diverse. Approda in finale sconfiggendo il giocatore di casa Jan-Lennard Struff, sempre in due partite. Il 16 giugno, nell'atto conclusivo, si impone con il punteggio di 6-4, 7–6(11) su Félix Auger-Aliassime conquistando il suo terzo titolo ATP, senza perdere un set e senza mai cedere il servizio, diventando il quinto tennista al mondo ad avere vinto due tornei senza subire break dal 1999, anno a partire dal quale le palle break iniziarono a essere ufficialmente registrate in tutti i turni di un torneo. Al torneo di Halle, raggiunge la sua sesta semifinale ATP, la prima in un 500. All'esordio, supera in due partite Nikoloz Basilašvili. Negli ottavi si impone in rimonta su Andreas Seppi perdendo il primo set dopo averne vinti 14 consecutivi sull'erba. Nei quarti di finale batte nuovamente Karen Chačanov, nº9 del mondo, in due set, mettendo a segno il suo nono successo consecutivo sull'erba, una serie di vittorie interrotta da David Goffin, che lo supera in due set. Al termine del torneo raggiunge la posizione nº20 della classifica mondiale, diventando il decimo giocatore del proprio paese a entrare nella top 20. Rinuncia a disputare il 250 di Eastbourne per preparare al meglio la sua seconda partecipazione al torneo di Wimbledon. Accreditato della testa di serie nº17, si spinge fino agli ottavi di finale del Major londinese. Nei primi due turni supera Aljaž Bedene in quattro set e Marcos Baghdatis, al suo ultimo incontro in carriera, in tre partite. Nei sedicesimi di finale la spunta in cinque set su Diego Schwartzman dopo avere salvato tre match-point nel quarto set, nell'incontro più lungo da lui mai disputato, diventando il quinto (e il più giovane) tennista italiano a raggiungere gli ottavi a Wimbledon nell'era Open. Nel turno successivo raccoglie soltanto cinque giochi contro Roger Federer, nº3 del mondo e futuro finalista del torneo. Una distorsione alla caviglia destra gli impedisce di difendere i punti conquistati l'anno precedente al torneo di Gstaad dove era campione uscente e lo costringe a saltare anche il Masters 1000 di Montréal. Al suo rientro in campo dopo oltre un mese di assenza viene sconfitto in due set da Juan Ignacio Londero al primo turno del Masters 1000 di Cincinnati. Alla sua seconda presenza agli US Open, vince contro Richard Gasquet il suo primo incontro in carriera nello Slam newyorchese, in quattro set. Nei due turni successivi supera Jordan Thompson e Alexei Popyrin in quattro partite. Negli ottavi di finale si impone in tre set su Andrey Rublev. Nei quarti vince al tie-break del quinto set su Gaël Monfils, diventando il quarto tennista italiano a raggiungere la semifinale in un Major nell'era Open, il secondo a realizzare l'impresa nello Slam americano, 42 anni dopo Corrado Barazzutti e l'unico ad avere ottenuto questo risultato sul cemento. Il suo cammino si ferma davanti al n°2 del mondo Rafael Nadal, futuro vincitore del titolo, che lo supera in tre set. Al termine del torneo sale alla posizione n°13 della classifica ATP. Nel 250 di San Pietroburgo, accreditato della testa di serie n°3, giunge ai quarti di finale superando al turno d'esordio Roberto Carballés Baena, al quale concede tre giochi, prima di cedere il passo in due set a Jahor Herasimaŭ. A Pechino, in cui è accreditato della testa di serie n°8, viene sconfitto all'esordio dall'ex n°1 del mondo Andy Murray in due tie-break. A Shanghai è testa di serie n°11. All'esordio ottiene la sua prima vittoria sul cemento in un torneo Masters 1000, contro Jan-Lennard Struff. Nei sedicesimi di finale elimina Cristian Garín e negli ottavi prevale su Roberto Bautista Agut, n°10 ATP. Sconfiggendo nei quarti il n°5 del ranking Dominic Thiem diventa, senza perdere un set, il primo tennista italiano a raggiungere le semifinali nel 1000 cinese, dove si arrende ad Alexander Zverev, n°7 ATP. Il 14 ottobre figura alla posizione n°11 del ranking mondiale diventando il primo giocatore italiano nella graduatoria ATP. Nella sua prima esperienza al torneo di Vienna, accreditato della testa di serie n°3, raggiunge l'ottava semifinale in stagione, grazie ai successi su Kyle Edmund, Grigor Dimitrov e Andrey Rublev. Al penultimo atto viene sconfitto da Dominic Thiem, futuro vincitore del torneo, in tre set. Il 28 ottobre sale alla posizione n°9 della classifica mondiale, diventando il quarto tennista italiano a entrare nella top 10 ATP. Nella sua prima esperienza al Masters 1000 di Parigi Bercy, esce di scena al secondo turno in due set per mano di Jo-Wilfried Tsonga, dopo avere usufruito di un bye al primo turno.

### Doppio
| Gruppo Max Mirnyi     |
| Gruppo Jonas Bjorkman |

| #   | Giocatori                           | Punti | Tornei | Data di qualificazione |
| --- | ----------------------------------- | ----- | ------ | ---------------------- |
| 1   | Juan Sebastián Cabal Robert Farah   | 8.300 | 21     | 16 agosto              |
| 2   | Łukasz Kubot Marcelo Melo           | 4.645 | 21     | 11 ottobre             |
| 3   | Kevin Krawietz Andreas Mies         | 3.985 | 21     | 26 ottobre             |
| 4   | Rajeev Ram Joe Salisbury            | 3.670 | 24     | 28 ottobre             |
| 5   | Raven Klaasen Michael Venus         | 3.640 | 20     | 24 ottobre             |
| 6   | Jean-Julien Rojer Horia Tecău       | 3.585 | 23     | 28 ottobre             |
| inf | Bob Bryan Mike Bryan                | 3.380 | 20     | 28 ottobre             |
| 7   | Pierre-Hugues Herbert Nicolas Mahut | 3.360 | 7      | 26 ottobre             |
| 8   | Ivan Dodig Filip Polášek            | 3.225 | 11     | 1 novembre             |

Il 16 agosto Juan Sebastián Cabal e Robert Farah sono la prima coppia a qualificarsi.

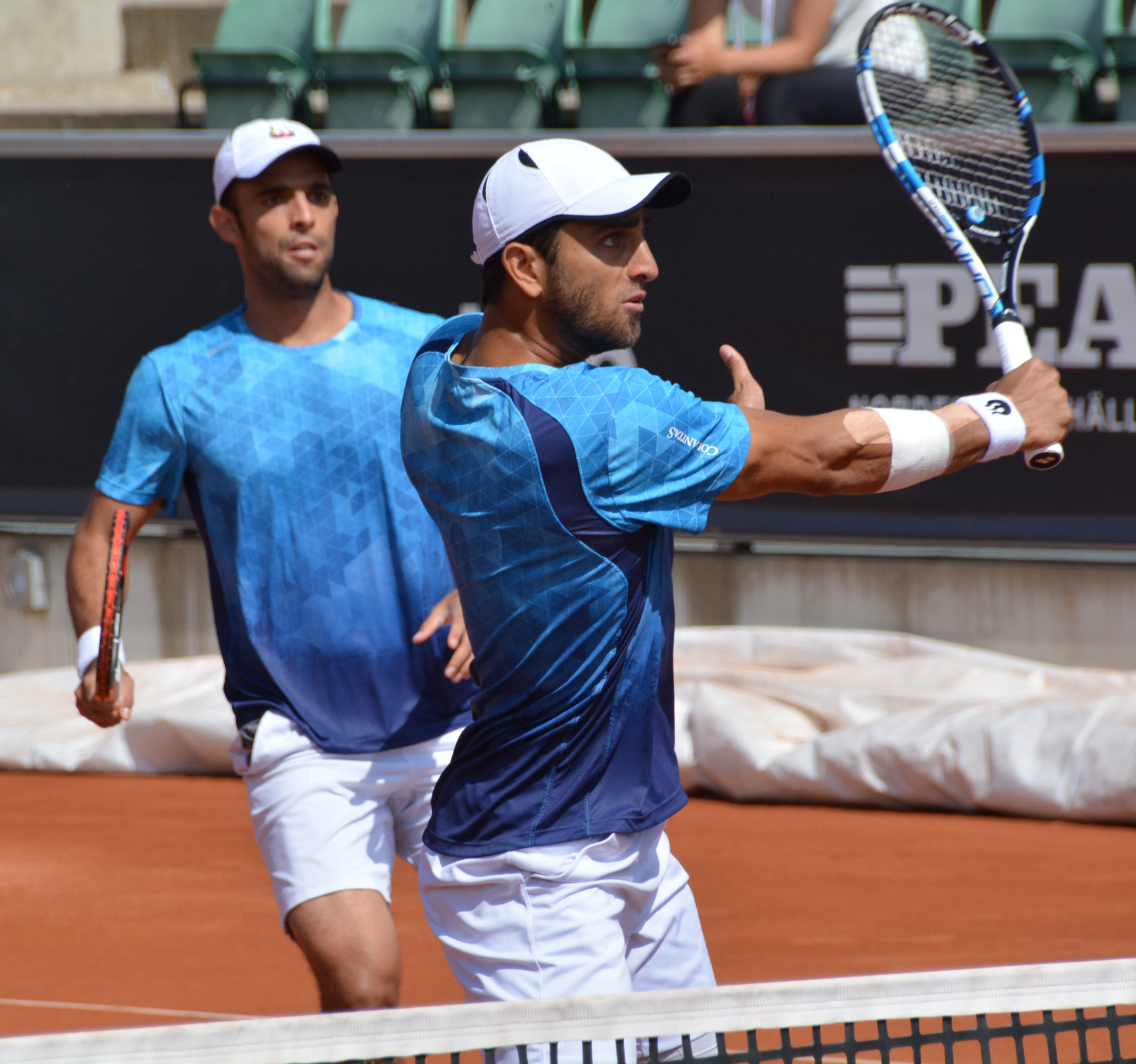
Cabal e Farah vincono gli ultimi due Slam stagionali e diventano numeri uno del mondo.

Iniziano la stagione raggiungendo la finale nel torneo di Sydney senza perdere set, ma vengono sconfitti da Jamie Murray e Bruno Soares con il punteggio di 6-4, 6-3. A Melbourne vengono eliminati a sorpresa al primo turno per mano di Jack Sock e Jackson Withrow che rimontano un set di svantaggio. Tornano poi in campo a Rio dove vengono eliminati da Máximo González e Nicolás Jarry in semifinale. Ad Acapulco non vanno oltre i quarti fermati da Austin Krajicek e Artem Sitak. Nel Sunshine Double vengono estromessi da Horacio Zeballos, a Indian Wells nei quarti in coppia con Nikola Mektić e a Miami al secondo turno con González. La stagione su terra inizia a Montecarlo, dove vengono sconfitti al secondo turno da Marcelo Demoliner e Daniil Medvedev per 6-2, 6-4. Vincono poi il primo titolo stagionale a Barcellona, vendicando in finale la sconfitta subita a Sydney con il punteggio di 6-4, 7-6(4). Si fermano al primo turno a Madrid, mentre la settimana seguente riescono a difendere il titolo a Roma, conquistando il loro secondo Master 1000 della carriera. Per conquistare il titolo superano nei quarti Bob e Mike Bryan, in semifinale le teste di serie numero uno Łukasz Kubot e Marcelo Melo e in finale Raven Klaasen e Michael Venus lasciandogli solo quattro giochi. Al Roland Garros, accreditati dalla terza teste di serie, vengono eliminati a sorpresa in semifinale da Jérémy Chardy e Fabrice Martin con il punteggio di 7-5, 6-4. Sull'erba iniziano la stagione con una sconfitta al primo turno al Queen's a opera dei futuri campioni Feliciano López e Andy Murray. Nel successivo torneo di Eastbourne raggiungono la loro prima finale su erba in carriera, e conquistano poi il loro terzo titolo stagionale superando Máximo González e Horacio Zeballos con il punteggio di 3-6, 7-6(4), [10-6]. A Wimbledon sono teste di serie numero due, raggiungono i quarti di finale senza troppe difficoltà e li superando battendo Jean-Julien Rojer e Horia Tecău per 6-4, 3-6, 6(8)-7, 6-4, 11-9, in semifinale battono Raven Klaasen e Michael Venus 6-4, 6(4)-7, 7-6(2), 6-4, raggiungendo così la loro seconda finale Slam in carriera. Il 13 luglio battono Nicolas Mahut e Édouard Roger-Vasselin con il punteggio di 6(5)-7, 7-6(5), 7-6(6), 6(5)-7, 6-3, vincendo il loro primo titolo Slam e raggiungendo così la prima posizione nel ranking di specialità. Sul cemento americano, vengono eliminati nei quarti a Washington e al primo turno a Montreal. A Cincinnati riescono a raggiungere la finale, come nell'edizione precedente, ma vengono sconfitti da Ivan Dodig e Filip Polášek. Allo US Open raggiungono la finale perdendo un solo set e il sei settembre conquistano il loro secondo titolo Slam battendo Marcel Granollers e Horacio Zeballos con il punteggio di 6-4, 7-5. Raggiungono poi i quarti di finale a Pechino e Shanghai, e vengono poi sconfitti al secondo turno a Parigi.
L'11 ottobre Łukasz Kubot e Marcelo Melo diventano la seconda coppia qualificata.

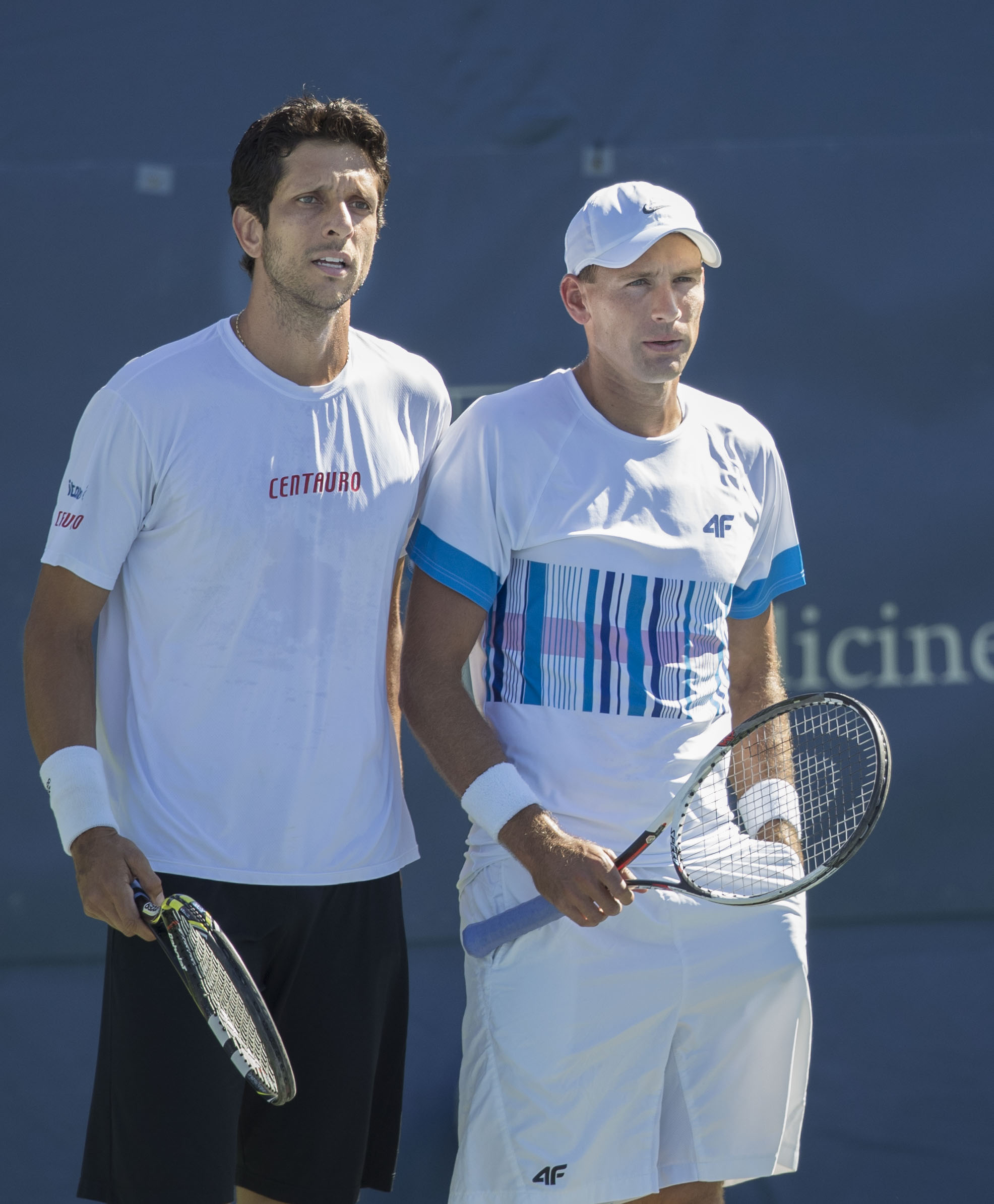
Kubot e Melo vincono un titolo e raggiungono altre cinque finali.

Dopo un inizio di stagione separati, tornano a giocare insieme a Rotterdam e Acapulco, dove vengono eliminati al primo turno. Il loro primo acuto stagionale avviene a Indian Wells, dove raggiungono la loro diciottesima finale ma vengono sconfitti da Nikola Mektić e Horacio Zeballos in tre set. A Miami devono invece arrendersi in semifinale contro Bob e Mike Bryan. Iniziano la stagione su terra a Montecarlo, dove giunti ai quarti di finale vengono eliminati da Nikola Mektić e Franko Škugor, che vinceranno poi il torneo. Raggiungono poi i quarti di finale a Barcellona e Madrid, e le semifinali a Roma. A Parigi vengono sconfitti al terzo turno da Jérémy Chardy e Fabrice Martin con il punteggio di 7-5, 2-6, 3-6. A 's-Hertogenbosch si fermano al secondo turno battuti dai futuri campioni Dominic Inglot e Austin Krajicek. Si presentano quindi ad Halle, dove difendono il titolo da due anni, giungono in finale ma vengono sconfitti da Raven Klaasen e Michael Venus con il punteggio di 6-4, 3-6, [4-10]. A Wimbledon raggiungono i quarti di finale senza particolari problemi, ma vengono sconfitti da Nicolas Mahut e Édouard Roger-Vasselin per 6(3)-7, 7-6(5), 3-6, 3-6. A Washington si spingono fino alla semifinale dove vengono battuti da Raven Klaasen e Michael Venus. Vengono poi eliminati all'esordio a Montreal da Feliciano López e Andy Murray e nei quarti di finale a Cincinnati da Ivan Dodig e Filip Polášek. Vincono poi il loro unico titolo stagionale a Winston-Salem, battendo in finale Nicholas Monroe e Tennys Sandgren con il punteggio di 6(6)–7, 6-1, [10-3]. Agli US Open 2019 vengono eliminati a sorpresa al terzo turno da Leonardo Mayer e João Sousa in due set. Chiudono la stagione raggiungendo tre finali consecutive, perdendole tutte, a Pechino contro Ivan Dodig e Filip Polášek, a Shanghai contro Mate Pavić e Bruno Soares e a Vienna contro Rajeev Ram e Joe Salisbury. A Parigi invece non vanno oltre il primo turno, eliminati da Máximo González e Austin Krajicek con il punteggio di 6(5)-7, 6-4, [8-10].
Il 24 ottobre sono Raven Klaasen e Michael Venus a qualificarsi.
La loro stagione parte con la finale persa ad Auckland contro Ben McLachlan e Jan-Lennard Struff con il punteggio di 6-3, 6-4. Agli Australian Open vengono sconfitti a sorpresa nei quarti di finale da Leonardo Mayer e João Sousa in due set. Subiscono tre sconfitte consecutive a Rotterdam, Marsiglia e DUbai, tornano alla vittoria a Indian Wells dove vengono fermati nei quarti di finale da Oliver Marach e Mate Pavić. Escono invece al primo turno a Miami e tornano poi a giocare insieme a Roma, dove raggiungono la loro seconda finale stagionale, ma vengono sconfitti dai colombiani Juan Sebastián Cabal e Robert Farah in due set. Perdono ai quarti a Lione e al primo turno al Roland Garros. La stagione sull'erba parte con i quarti di finale a 's-Hertogenbosch. La settimana seguente ad Halle, raggiungono la terza finale e conquistano il loro primo titolo stagionale, superando Łukasz Kubot e Marcelo Melo con il punteggio di 4-6, 6-3, [10-4]. A Wimbledon si spingono fino alle semifinali, superando tra gli altri Lleyton Hewitt e Jordan Thompson, Henri Kontinen e John Peers, per poi cedere ancora a Cabal e Farah. Tornano poi in campo a Washington dove raggiungono la loro quarta finale stagionale, grazie ai successi su Krawietz/Mies, Murray/Murray e Kubot/Melo. Nell'atto finale hanno la meglio su Jean-Julien Rojer e Horia Tecău per 3-6, 6-3, [10-2]. Saltano il torneo del Canada e raggiungono poi i quarti a Cincinnati. Agli US Open cedono al secondo turno a sorpresa contro Miomir Kecmanović e Casper Ruud. Dopo l'uscita al primo turno a Pechino, raggiungono i quarti di finale a Shanghai e Basilea ed escono infine al primo turno a Parigi.
Il 26 Kevin Krawietz e Andreas Mies si qualificano per la prima volta.
Iniziano la stagione a Pune, dove vengono fermati nei quarti di finale a Simone Bolelli e Ivan Dodig. Giocano separati fino a New York, dove conquistano il titolo senza perdere set, battendo nell'ultimo atto Santiago González e Aisam-ul-Haq Qureshi con il punteggio di 6-4, 7-5. La settimana seguente a Delray Beach vengono eliminati al primo turno, dalle teste di serie numero uno e futuri campioni Bob e Mike Bryan. Conquistano poi il titolo a Marbella, superando in finale Sander Gillé e Joran Vliegen. Dopo avere raggiunto i quarti di finale a Marrakech e Monaco e le semifinali Budapest vincono il titolo a Heilbronn battendo Andre Begemann e Fabrice Martin. Al Roland Garros, raggiungono a sorpresa la finale, superando al secondo turno le teste di serie numero tredici Nicolas Mahut e Jürgen Melzer, al terzo le teste di serie numero 4 Oliver Marach e Mate Pavić, nei quarti Dušan Lajović e Janko Tipsarević e in semifinale Guido Pella e Diego Schwartzman. All'ultimo atto superano l'altra sorpresa del torneo, Jérémy Chardy e Fabrice Martin con il punteggio di 6-2, 7-6(3). Sull'erba subiscono tre sconfitte consecutive ad Halle, Adalia e Wimbledon, tornano a vincere una partita ad Amburgo dove raggiungono i quarti di finale. Si presentano agli US Open con un bilancio di una vittoria e quattro sconfitte durante l'estate sul cemento. Nell'ultimo Slam stagionale si spingono fino alla semifinale dove vengono sconfitti da Marcel Granollers e Horacio Zeballos. Perdono poi al primo turno sia a Pechino che Shanghai. La settimana seguente ad Anversa riescono a conquistare il loro terzo titolo stagionale, battendo Rajeev Ram e Joe Salisbury con il punteggio di 7-6(1), 6-3. Perdono poi al primo turno a Basilea e concludono la stagione raggiungendo le semifinali a Parigi battuti da Pierre-Hugues Herbert e Nicolas Mahut.
Il 26 ottobre per la regola Slam Pierre-Hugues Herbert e Nicolas Mahut si qualificano per il quinto anno consecutivo.

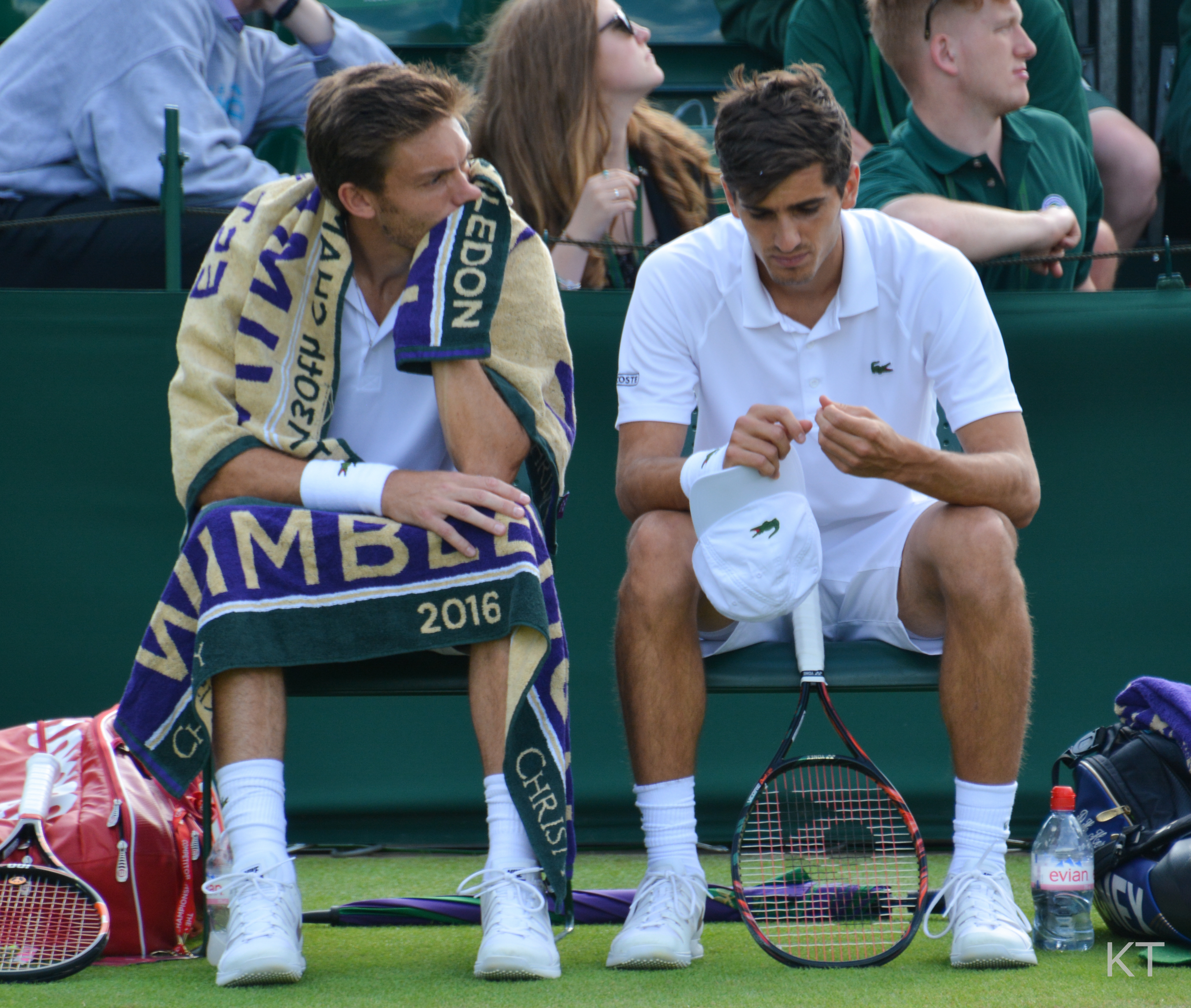
Herbert e Mahut completano il Career Grand Slam e si qualificano per la quinta volta.

Iniziano la stagione prendendo parte agli Australian Open, dove superano nei quarti Bob Bryan e Mike Bryan per 6-4, 7-6(3), in semifinale hanno la meglio su Ryan Harrison e Sam Querrey per 6-4, 6-2 e in finale battono Henri Kontinen e John Peers con il punteggio di 6-4, 7-6(1), conquistano così il loro quarto torneo del Grande Slam, diventando la settima coppia a vincere tutte e quattro le prove. Partecipano poi insieme a Indian Wells dove vengono sconfitti al secondo turno dai futuri campioni Nikola Mektić e Horacio Zeballos. Tornano a giocare a Montecarlo ma vengono sconfitti al primo turno da Robin Haase e Wesley Koolhof, che raggiungeranno poi la finale del torneo. Herbert decide poi di concentrarsi sulla sua carriera e i due decidono quindi di giocare separati fino a Cincinnati. A Mason i due superano Nikola Mektić e Franko Škugor, ma vengono sconfitti al turno successivo da Jamie Murray e Neal Skupski. Allo US Open vengono eliminati al primo turno da Rohan Bopanna e Denis Shapovalov, con il punteggio di 6-3, 6-1. A Vienna raggiungono invece la loro seconda semifinale stagionale, dove vengono sorpresi da Łukasz Kubot e Marcelo Melo con un doppio 6-4. Già qualificati per il Master di fine anno prendono parte all'ultimo mille stagionale a Parigi e superando Karen Khachanov e Andrey Rublev in finale, conquistano il loro secondo titolo stagionale su sette tornei disputati.
Il 28 ottobre Rajeev Ram/Joe Salisbury conquistano la qualificazione
Ram e Salisbury nel loro primo torneo stagionale, a Brisbane, raggiungono la finale ma vengono sconfitti da Marcus Daniell e Wesley Koolhof con il punteggio di 6-4, 7–6(6). Partecipano poi al Sydney International, dove vengono battuti all'esordio da Lleyton Hewitt e Jordan Thompson. Agli Australian Open, sono testa di serie numero undici e dopo avere superato agilmente i primi due turni, vengono eliminati al terzo turno dai futuri vincitori Pierre-Hugues Herbert e Nicolas Mahut in tre combattuti set. Tornano quindi in campo a Rotterdam e raggiungono la semifinale battendo tra gli altri le teste di serie numero due Łukasz Kubot e Marcelo Melo, per poi essere sconfitti da Rojer e Tecău. Dopo una settimana di pausa, partecipano al torneo di Dubai, dove raggiungono la loro prima finale stagionale, superando in semifinale Rojer e Tecău. All'ultimo atto battono Ben McLachlan e Jan-Lennard Struff con il punteggio di 7–6(4), 6-3, conquistando così il loro primo titolo insieme. McLachlan e Struff si prendono la rivincita a Indian Wells, eliminandoli al primo turno. Non va tanto meglio a Miami, dove vengono sconfitti al secondo turno da John Isner e Sam Querrey. La stagione sul rosso inizia con tre sconfitte consecutive a Estoril, Madrid e Roma. Al Roland Garros, tornano alla vittoria battendo al primo turno Damir Džumhur e Filip Krajinović, che si ritirano sul 5-4 del primo set in loro favore, al secondo turno Enzo Couacaud e Tristan Lamasine in tre set e al terzo turno Henri Kontinen e John Peers sempre in tre set, raggiungono così i quarti di finale dove vengono sconfitti da Jérémy Chardy e Fabrice Martin in due set. Sull'erba di 's-Hertogenbosch vengono eliminati nei quarti di finale, la settimana seguente al Queen's, raggiungono la loro seconda finale stagionale. Al primo turno hanno la meglio su Cristian Garín e Diego Schwartzman, nei quarti battono le teste di serie numero due Mate Pavić e Bruno Soares e in semifinale Bob e Mike Bryan, nell'ultimo atto vengono sconfitti da Feliciano López e Andy Murray con il punteggio di 7–6(6), 5-7, [10-5]. A Wimbledon non vanno oltre il terzo turno, fermati da Henri Kontinen e John Peers. Dopo la sconfitta al primo turno a Washington, raggiungono la semifinale a Montreal superando Murray/Skupski, Rojer/Tecău e Chardy/Martin, prima di arrendersi a Granollers e Zeballos. Vengono poi sconfitti al primo turno a Cincinnati e nei quarti di finale a Winston-Salem. Nell'ultimo Slam stagionale, gli US Open, vengono sconfitti ancora da Granollers e Zeballos, al terzo turno. Sul cemento asiatico vengono sconfitti nei quarti sia a Tokyo che a Shanghai. Tornati in europa conquistano due finali consecutive ad Anversa, dove vengono sconfitti da Kevin Krawietz e Andreas Mies con il punteggio di 7-6(1), 6-3 e a Vienna, dove invece conquistano il loro secondo titolo stagionale battendo Łukasz Kubot e Marcelo Melo con il punteggio di 6-4, 6(5)–7, [10-5]. A Parigi, raggiungono invece i quarti di finale Robin Haase e Wesley Koolhof e i numeri uno del mondo Juan Sebastián Cabal e Robert Farah, prima di cedere a Ivan Dodig e Filip Polášek.
Sempre il 28 ottobre si qualificano anche Jean-Julien Rojer/Horia Tecău.

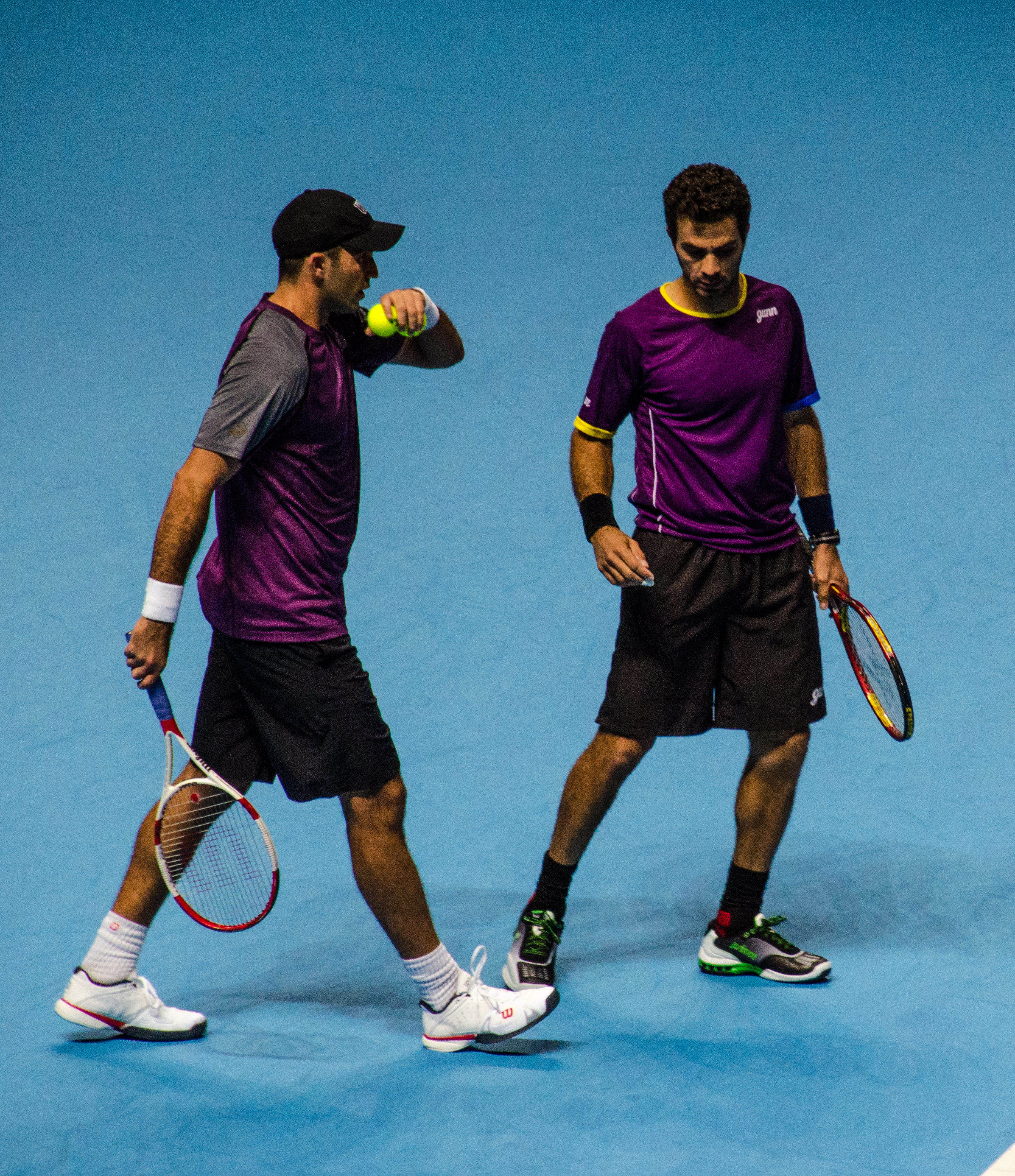
Rojer e Tecău vincono a Madrid e si qualificano per la quarta volta.

Rojer e Tecău iniziano la loro stagione con tre sconfitte consecutive a Auckland, Melbourne e Sofia. Colgono la loro prima vittoria a Rotterdam, dove si spingono fino alla finale battuti da Jérémy Chardy e Henri Kontinen con un doppio tie-break. Nel successivo torneo di Dubai raggiungono la semifinale dove vengono sconfitti da Rajeev Ram e Joe Salisbury. Raggiungono poi i quarti di finale a Indian Wells, fermati da Novak Djokovic e Fabio Fognini. Subiscono poi due sconfitte al primo turno a Miami e Montecarlo e quindi ai quarti a Barcellona e Estoril. A Madrid vincono il loro primo titolo, superando Bob e Mike Bryan al primo turno, Kyle Edmund e Neal Skupski al secondo turno, Marcelo Demoliner e D Medvedev nei quarti, in semifinale Wesley Koolhof e Stefanos Tsitsipas e all'ultimo atto Diego Schwartzman e Dominic Thiem con il punteggio di 6-2, 6-3. Vengono poi sconfitti al primo turno a Roma e raggiungono i quarti di finale agli Open di Francia. Sull'erba giocano insieme solamente a Wimbledon, raggiungendo i quarti di finale dove Juan Sebastián Cabal e Robert Farah li superano con il punteggio di 4-6, 6-3, 7-6(8), 4-6, 9-11. Raggiungono poi la terza finale della stagione a Washington, dove vengono sconfitti da Raven Klaasen e Michael Venus. Dopodiché escono al secondo turno a Montreal e al primo turno a Cincinnati e US Open. Raggiungono poi i quarti alla prima edizione del torneo di Zhuhai per poi uscire al primo turno a Tokyo e al secondo a Shanghai, tonati sul cemento europeo raggiungono le semifinali a Stoccolma e conquistano il secondo titolo stagionale a Basilea. Sul cemento svizzero superano in sequenza Mektić e Škugor, Murray e Skupski, Dodig e Polášek e in finale Taylor Fritz e Reilly Opelka con il punteggio di 7-5, 6-3. A Parigi vengono poi sconfitti al primo turno da Marcel Granollers e Horacio Zeballos.
Il 1º novembre con la rinuncia di Bob e Mike Bryan, completano il tabellone Ivan Dodig e Filip Polášek.
Iniziano a giocare insieme da giugno al torneo di Antalya, raggiungendo la loro prima finale persa per 3-6, 4-6 contro Jonathan Erlich e Artem Sitak. Al successivo Torneo di Wimbledon hanno la meglio su Jamie Murray e Neal Skupski, teste di serie numero dieci per 2-6, 7-6(2), 3-6, 6-1, 6-4, Nicholas Monroe e Mischa Zverev per 7-6(5), 6-4, 6-3, Nikola Mektić e Franko Škugor, teste di serie numero sei per 7-6(5), 6-4, 7-6(3) e Marcus Daniell e Wesley Koolhof per 6-2, 7-6(1), 6-3. La loro corsa si arresta in semifinale contro Nicolas Mahut e Édouard Roger-Vasselin con il punteggio di 2-6, 6(7)-7, 6(2)-7. Dopo qualche torneo di pausa tornano a giocare insieme a Montreal ma vengono sconfitti all'esordio da Marcel Granollers e Horacio Zeballos, futuri vincitori del torneo. La settimana seguente a Cincinnati, raggiungono la loro seconda finale stagionale, superando al secondo turno Bob e Mike Bryan, nei quarti Łukasz Kubot e Marcelo Melo e in semifinale Jamie Murray e Neal Skupski. Il 18 agosto conquistano il loro primo titolo battendo Juan Sebastián Cabal e Robdert Farah con il punteggio di 4-6, 6-4, [10-6]. Agli US Open vengono eliminati al primo turno da Jack Sock e Jackson Withrow in due set. Raggiungono quindi la semifinale a Chengdu, sconfitti da Jonathan Erlich e Fabrice Martin. Al successivo China Open, giungono invece alla loro terza finale, conquistando il loro secondo titolo contro Łukasz Kubot e Marcelo Melo, battuti con il punteggio di 6-3, 7–6(4). Raggiungono poi due quarti di finale a Shanghai e Stoccolma e due semifinali a Basilea e Parigi.

## Testa a testa

### Singolare

#### Testa a testa generale
|   |                    | Nadal | Djokovic | Federer | Medvedev | Thiem | Tsitsipas | Zverev | Berrettini | Totale | V–S 2019 |
| 1 | Rafael Nadal       |       | 26–28    | 24–16   | 2–0      | 9–4   | 4–1       | 5–0    | 1–0        | 71–49  | 51–6     |
| 2 | Novak Djokovic     | 28–26 |          | 26–22   | 3–2      | 6–3   | 2–2       | 3–2    | 0–0        | 68–57  | 53–9     |
| 3 | Roger Federer      | 16–24 | 22–26    |         | 3–0      | 2–4   | 2–1       | 3–4    | 1–0        | 49–59  | 51–8     |
| 4 | Daniil Medvedev    | 0–2   | 2–3      | 0–3     |          | 1–2   | 5–0       | 1–4    | 1–0        | 10–14  | 59–18    |
| 5 | Dominic Thiem      | 4–9   | 3–6      | 4–2     | 2–1      |       | 4–2       | 5–2    | 2–1        | 24–23  | 46–17    |
| 6 | Stefanos Tsitsipas | 1–4   | 2–2      | 1–2     | 0–5      | 2–4   |           | 3–1    | 1–0        | 10–18  | 50–24    |
| 7 | Alexander Zverev   | 0–5   | 2–3      | 4–3     | 4–1      | 2–5   | 1–3       |        | 2–1        | 15–21  | 42–23    |
| 8 | Matteo Berrettini  | 0–1   | 0–0      | 0–1     | 0–1      | 1–2   | 0–1       | 1–2    |            | 2–8    | 42–21    |

#### Testa a testa incontri su cemento (i)
|   |                    | Nadal | Djokovic | Federer | Medvedev | Thiem | Tsitsipas | Zverev | Berrettini | Totale | V–S 2019 |
| 1 | Rafael Nadal       |       | 2–4      | 1–5     | 0–0      | 0–0   | 0–0       | 0–0    | 0–0        | 3–9    | 4–0      |
| 2 | Novak Djokovic     | 4–2   |          | 6–4     | 1–0      | 1–0   | 1–0       | 1–1    | 0–0        | 14–7   | 5–0      |
| 3 | Roger Federer      | 5–1   | 4–6      |         | 1–0      | 1–0   | 1–0       | 1–1    | 0–0        | 13–8   | 6–0      |
| 4 | Daniil Medvedev    | 0–0   | 0–1      | 0–1     |          | 0–1   | 1–0       | 0–1    | 0–0        | 1–4    | 12–2     |
| 5 | Dominic Thiem      | 0–0   | 0–1      | 0–1     | 1–0      |       | 0–0       | 1–0    | 1–0        | 3–2    | 8–3      |
| 6 | Stefanos Tsitsipas | 0–0   | 0–1      | 0–1     | 0–1      | 0–0   |           | 0–0    | 0–0        | 0–3    | 11–4     |
| 7 | Alexander Zverev   | 0–0   | 1–1      | 1–1     | 1–0      | 0–1   | 0–0       |        | 0–0        | 3–3    | 4–3      |
| 8 | Matteo Berrettini  | 0–0   | 0–0      | 0–0     | 0–0      | 0–1   | 0–0       | 0–0    |            | 0–1    | 7–4      |

### Doppio

#### Testa a testa generale
|   |                                     | Cabal Farah | Kubot Melo | Krawietz Mies | Ram Salisbury | Klaasen Venus | Rojer Tecău | Herbert Mahut | Dodig Polášek | Totale |
| 1 | Juan Sebastián Cabal Robert Farah   |             | 5–2        | 0–0           | 0–1           | 2–3           | 4–5         | 1–4           | 0–1           | 12–16  |
| 2 | Łukasz Kubot Marcelo Melo           | 2–5         |            | 0–0           | 1–2           | 3–3           | 4–0         | 1–1           | 1–2           | 12–13  |
| 3 | Kevin Krawietz Andreas Mies         | 0–0         | 0–0        |               | 1–0           | 0–1           | 0–0         | 0–1           | 0–0           | 1–2    |
| 4 | Rajeev Ram Joe Salisbury            | 1–0         | 2–1        | 0–1           |               | 0–0           | 2–1         | 0–1           | 0–1           | 5–5    |
| 5 | Raven Klaasen Michael Venus         | 3–2         | 3–3        | 1–0           | 0–0           |               | 1–1         | 0–0           | 0–2           | 8–8    |
| 6 | Jean-Julien Rojer Horia Tecău       | 5–4         | 0–4        | 0–0           | 1–2           | 1–1           |             | 2–1           | 1–1           | 10–13  |
| 7 | Pierre-Hugues Herbert Nicolas Mahut | 4–1         | 1–1        | 1–0           | 1–0           | 0–0           | 1–2         |               | 0–0           | 8–4    |
| 8 | Ivan Dodig Filip Polášek            | 1–0         | 2–1        | 0–0           | 1–0           | 2–0           | 1–1         | 0–0           |               | 7–2    |

## Montepremi e punti
| Turneo                   | Singolare        | Doppio         | Punti    |
| ------------------------ | ---------------- | -------------- | -------- |
| Campione                 | RR + 1 354 000 $ | RR +204 000 $  | RR + 900 |
| Finalista                | RR + 657 000 $   | RR + 106 000 $ | RR + 400 |
| Round Robin per vittoria | 215 000 $        | 40 000 $       | 200      |
| Partecipazione           | 215 000 $        | 103 000 $      | –        |
| Alternative              | 116 000 $        | 40 000 $       | –        |

- Il vincitore del singolare, qualora non abbia subito sconfitte nel corso del torneo, ha diritto a 1.500 punti e a un premio in denaro pari a $2.871.000.
- I vincitori del doppio, qualora non abbiano subito sconfitte nel corso del torneo, hanno diritto a 1.500 punti e a un premio in denaro pari a $533.000.

## Calendario

### Giorno 1: 10 novembre
| Incontri nella O2 arena | Incontri nella O2 arena             | Incontri nella O2 arena          | Incontri nella O2 arena |
| Gruppo | Vincitori                           | Perdenti                         | Punteggio               |
| --- | ----------------------------------- | -------------------------------- | ----------------------- |
| Gruppo Jonas Björkman | Raven Klaasen [5] Michael Venus [5] | Rajeev Ram [4] Joe Salisbury [4] | 6–3, 6–4                |
| Gruppo Björn Borg | Novak Djokovic [2]                  | Matteo Berrettini [8]            | 6–2, 6–1                |
| Gruppo Jonas Björkman | Łukasz Kubot [2] Marcelo Melo [2]   | Ivan Dodig [8] Filip Polášek [8] | 4–6, 6–4, [10–5]        |
| Gruppo Björn Borg | Dominic Thiem [5]                   | Roger Federer [3]                | 7–5, 7–5                |
| Il 1º match è iniziato alle 12:00 GMT il 2º non prima delle 14:00 GMT il 3º non prima delle 18:00 GMT il 4º non prima delle 20:00 GMT |                                     |                                  |                         |

### Giorno 2: 11 novembre
| Incontri nella O2 arena | Incontri nella O2 arena                     | Incontri nella O2 arena                   | Incontri nella O2 arena |
| Gruppo | Vincitori                                   | Perdenti                                  | Punteggio               |
| --- | ------------------------------------------- | ----------------------------------------- | ----------------------- |
| Gruppo Max Mirnyi | Kevin Krawietz [3] Andreas Mies [3]         | Jean-Julien Rojer [6] Horia Tecău [6]     | 7–6(3), 4–6, [10–6]     |
| Gruppo Andre Agassi | Stefanos Tsitsipas [6]                      | Daniil Medvedev [4]                       | 7–6(5), 6–4             |
| Gruppo Max Mirnyi | Pierre-Hugues Herbert [7] Nicolas Mahut [7] | Juan Sebastián Cabal [1] Robert Farah [1] | 6–3, 7–5                |
| Gruppo Andre Agassi | Alexander Zverev [7]                        | Rafael Nadal [1]                          | 6–2, 6–4                |
| Il 1º match è iniziato alle 12:00 GMT il 2º non prima delle 14:00 GMT il 3º non prima delle 18:00 GMT il 4º non prima delle 20:00 GMT |                                             |                                           |                         |

### Giorno 3: 12 novembre
| Incontri nella O2 arena | Incontri nella O2 arena             | Incontri nella O2 arena           | Incontri nella O2 arena |
| Gruppo | Vincitori                           | Perdenti                          | Punteggio               |
| --- | ----------------------------------- | --------------------------------- | ----------------------- |
| Gruppo Jonas Björkman | Rajeev Ram [4] Joe Salisbury [4]    | Ivan Dodig [8] Filip Polášek [8]  | 3–6, 6–3, [10–6]        |
| Gruppo Björn Borg | Roger Federer [3]                   | Matteo Berrettini [8]             | 7–6(2), 6–3             |
| Gruppo Jonas Björkman | Raven Klaasen [5] Michael Venus [5] | Łukasz Kubot [2] Marcelo Melo [2] | 6–3, 6–4                |
| Gruppo Björn Borg | Dominic Thiem [5]                   | Novak Djokovic [2]                | 6(5)–7, 6–3, 7–6(5)     |
| Il 1º match è iniziato alle 12:00 GMT il 2º non prima delle 14:00 GMT il 3º non prima delle 18:00 GMT il 4º non prima delle 20:00 GMT |                                     |                                   |                         |

### Giorno 4: 13 novembre
| Incontri nella O2 arena | Incontri nella O2 arena                     | Incontri nella O2 arena                   | Incontri nella O2 arena |
| Gruppo | Vincitori                                   | Perdenti                                  | Punteggio               |
| --- | ------------------------------------------- | ----------------------------------------- | ----------------------- |
| Gruppo Max Mirnyi | Jean-Julien Rojer [6] Horia Tecău [6]       | Juan Sebastián Cabal [1] Robert Farah [1] | 6–2, 5–7, [10–8]        |
| Gruppo Andre Agassi | Rafael Nadal [1]                            | Daniil Medvedev [4]                       | 6(3)–7, 6–3, 7–6(4)     |
| Gruppo Max Mirnyi | Pierre-Hugues Herbert [7] Nicolas Mahut [7] | Kevin Krawietz [3] Andreas Mies [3]       | 7–5, 7–6(3)             |
| Gruppo Andre Agassi | Stefanos Tsitsipas [6]                      | Alexander Zverev [7]                      | 6–3, 6–2                |
| Il 1º match è iniziato alle 12:00 GMT il 2º non prima delle 14:00 GMT il 3º non prima delle 18:00 GMT il 4º non prima delle 20:00 GMT |                                             |                                           |                         |

### Giorno 5: 14 novembre
| Incontri nella O2 arena | Incontri nella O2 arena           | Incontri nella O2 arena             | Incontri nella O2 arena |
| Gruppo | Vincitori                         | Perdenti                            | Punteggio               |
| --- | --------------------------------- | ----------------------------------- | ----------------------- |
| Gruppo Jonas Björkman | Łukasz Kubot [2] Marcelo Melo [2] | Rajeev Ram [4] Joe Salisbury [4]    | 6(5)–7, 6–4, [10–7]     |
| Gruppo Björn Borg | Matteo Berrettini [8]             | Dominic Thiem [5]                   | 7–6(3), 6–3             |
| Gruppo Jonas Björkman | Ivan Dodig [8] Filip Polášek [8]  | Raven Klaasen [5] Michael Venus [5] | 7–6(4), 6–4             |
| Gruppo Björn Borg | Roger Federer [3]                 | Novak Djokovic [2]                  | 6–4, 6–3                |
| Il 1º match è iniziato alle 12:00 GMT il 2º non prima delle 14:00 GMT il 3º non prima delle 18:00 GMT il 4º non prima delle 20:00 GMT |                                   |                                     |                         |

### Giorno 6: 15 novembre
| Incontri nella O2 arena | Incontri nella O2 arena                     | Incontri nella O2 arena               | Incontri nella O2 arena |
| Gruppo | Vincitori                                   | Perdenti                              | Punteggio               |
| --- | ------------------------------------------- | ------------------------------------- | ----------------------- |
| Gruppo Max Mirnyi | Juan Sebastián Cabal [1] Robert Farah [1]   | Kevin Krawietz [3] Andreas Mies [3]   | 7–6(7), 6–2             |
| Gruppo Andre Agassi | Rafael Nadal [1]                            | Stefanos Tsitsipas [6]                | 6(4)–7, 6–4, 7–5        |
| Gruppo Max Mirnyi | Pierre-Hugues Herbert [7] Nicolas Mahut [7] | Jean-Julien Rojer [6] Horia Tecău [6] | 6–3, 7–6(4)             |
| Gruppo Andre Agassi | Alexander Zverev [7]                        | Daniil Medvedev [4]                   | 6–4, 7–6(4)             |
| Il 1º match è iniziato alle 12:00 GMT il 2º non prima delle 14:00 GMT il 3º non prima delle 17:45 GMT il 4º non prima delle 20:00 GMT |                                             |                                       |                         |

### Giorno 7: 16 novembre
| Incontri nella O2 arena | Incontri nella O2 arena                     | Incontri nella O2 arena                   | Incontri nella O2 arena |
| Incontro | Vincitori                                   | Perdenti                                  | Punteggio               |
| --- | ------------------------------------------- | ----------------------------------------- | ----------------------- |
| Doppio semifinale | Raven Klaasen [5] Michael Venus [5]         | Juan Sebastián Cabal [1] Robert Farah [1] | 6(5)–7, 7–6(10), [10–6] |
| Singolare semifinale | Stefanos Tsitsipas [6]                      | Roger Federer [3]                         | 6–3, 6–4                |
| Doppio semifinale | Pierre-Hugues Herbert [7] Nicolas Mahut [7] | Łukasz Kubot [2] Marcelo Melo [2]         | 6–3, 7–6(4)             |
| Singolare semifinale | Dominic Thiem [5]                           | Alexander Zverev [7]                      | 7–5, 6–3                |
| Il 1º match è iniziato alle 12:00 GMT il 2º non prima delle 14:00 GMT il 3º non prima delle 18:00 GMT il 4º non prima delle 20:00 GMT |                                             |                                           |                         |

### Giorno 8: 17 novembre
| Incontri nella O2 arena                                               | Incontri nella O2 arena                     | Incontri nella O2 arena             | Incontri nella O2 arena |
| Incontro                                                              | Vincitori                                   | Perdenti                            | Punteggio               |
| --------------------------------------------------------------------- | ------------------------------------------- | ----------------------------------- | ----------------------- |
| Doppio finale                                                         | Pierre-Hugues Herbert [7] Nicolas Mahut [7] | Raven Klaasen [5] Michael Venus [5] | 6–3, 6–4                |
| Singolare finale                                                      | Stefanos Tsitsipas [6]                      | Dominic Thiem [5]                   | 6(6)–7, 6–2, 7–6(4)     |
| Il 1º match è iniziato alle 15:30 GMT il 2º non prima delle 18:00 GMT |                                             |                                     |                         |

## Campioni

### Singolare
Stefanos Tsitsipas ha sconfitto in finale  Dominic Thiem con il punteggio di 6(6)–7, 6–2, 7–6(4).
- È stato il quarto titolo in carriera per Tsitsipas, terzo della stagione e primo titolo al Masters.

### Doppio
Pierre-Hugues Herbert /  Nicolas Mahut hanno sconfitto in finale  Raven Klaasen /  Michael Venus con il punteggio di 6–3, 6–4.